# Pes domácí
Pes domácí (Canis familiaris, příp. Canis lupus f. familiaris) je největší domestikovaná šelma a jedno z nejstarších domestikovaných zvířat vůbec. Provází člověka minimálně 14 tisíc let. Obecně se předpokládá, že se jedná o zdomácnělého a umělým výběrem změněného vlka obecného.
Celosvětová populace psů je odhadována na 500 miliónů, přičemž toulavých a opuštěných psů je minimálně 370 miliónů, nezisková organizace 600million ovšem odhaduje jenom počet toulavých psů na světě právě na 600 miliónů zvířat.
Úloha psa v lidské společnosti byla vždy rozmanitá, člověku je pomocníkem při lovu nebo při přehánění stád, zaujímá funkci strážce majetku, svého majitele a dalších domácích zvířat, používá se k přepravě nákladů, jako tažný nebo saňový pes, může být cvičen pro použití v ozbrojených složkách či k asistenci hendikepovaným osobám. Zvláště v západní kultuře je nezastupitelná jeho funkce jako společníka člověka. Ve východní a jihovýchodní Asii a tradičně i v Evropě sloužil pes i jako potravinové zvíře, viz psí maso. Pes je také důležitým laboratorním zvířetem[zdroj?]. V zemích třetího světa žijí v okolí domorodých vesnic psi obecně nazývaní páriové jen ve volném vztahu s lidmi. Pes dingo je zdivočelý domestikovaný pes, avšak v současné době je možné najít i jejich chovatele, kteří je chovají a označují jako obyčejné psy. Obecně za to ale bývají spíše kritizování. Zdivočelí a toulaví psi jsou hygienickým problémem mnoha velkých měst[zdroj?], ve volné přírodě je zdivočelý pes považovaný za škodnou, která ohrožuje divoká zvířata a dobytek. Tito psi jsou též rezervoárem vztekliny a v 99 % případů vztekliny u člověka pochází nákaza právě od toulavých psů.
V Česku jsou chovány přibližně 1 až 2 miliony psů, což je na obyvatele nejvíce v Evropě. Chov psů je na celostátní úrovni upravován zákonem na ochranu zvířat proti týrání, veterinárním a mysliveckým zákonem. Místní vyhlášky pak upravují konkrétní podmínky týkající se držení psů, jejich pohybu na veřejných prostranstvích a poplatků ze psů. Celostátní evidence psů neexistuje, evidován je pouze počet lovecky upotřebitelných psů podle mysliveckého zákona – 30 624 kusů k 31. 12. 2006, a dále plemenné knihy evidují počty zapsaných štěňat s průkazem původu.
Během dlouhého soužití psa a člověka byl pro různé účely vyšlechtěn nespočet plemen velmi rozdílné velikosti, proporcí, délky, tvaru hlavy a uší, struktury a barvy srsti, i povahy. Vlk obecný se ukázal být v tomto ohledu mimořádně variabilním a některá plemena už původního vlka téměř v ničem nepřipomínají. V současnosti Mezinárodní kynologická federace uznává 343 plemen, a mnoho dalších uznáno není. Kynologie a chov psů jsou v Česku zaštítěny Českomoravskou kynologickou unií, která zastupuje Česko v Mezinárodní kynologické federaci FCI, a minoritně též Českomoravskou kynologickou federací, která spadá pod United Kennel Clubs international (UCI).

## Původ psa
Nejbližší příbuzný domácího psa je vlk obecný – od psa se liší v nanejvýš 0,2 % sekvence mtDNA. Od vlka se ale pes liší morfologicky – psi mají kratší a širší čenich, celkově širší lebku, více dopředu postavené oči, méně robustní zuby a menší a plošší bubínkové výdutě (bullae tympanicae) na lebce. Některé pro psa charakteristické morfologické znaky včetně povrchové struktury mozku jsou vlastní též šakalům a kojotům a tato podobnost vedla k teoriím o původu psa z těchto šelem nebo o polyfyletickém původu psa, což je teorie, která říká, že předkem psa jsou kříženci psovitých šelem. Žádné genetické testy ale nepotvrzují spřízněnost psa s šakalem, v úvahu připadá jen přikřížení vlčka etiopského nebo dhoula, pro tuto teorii však nejsou žádné přímé důkazy.

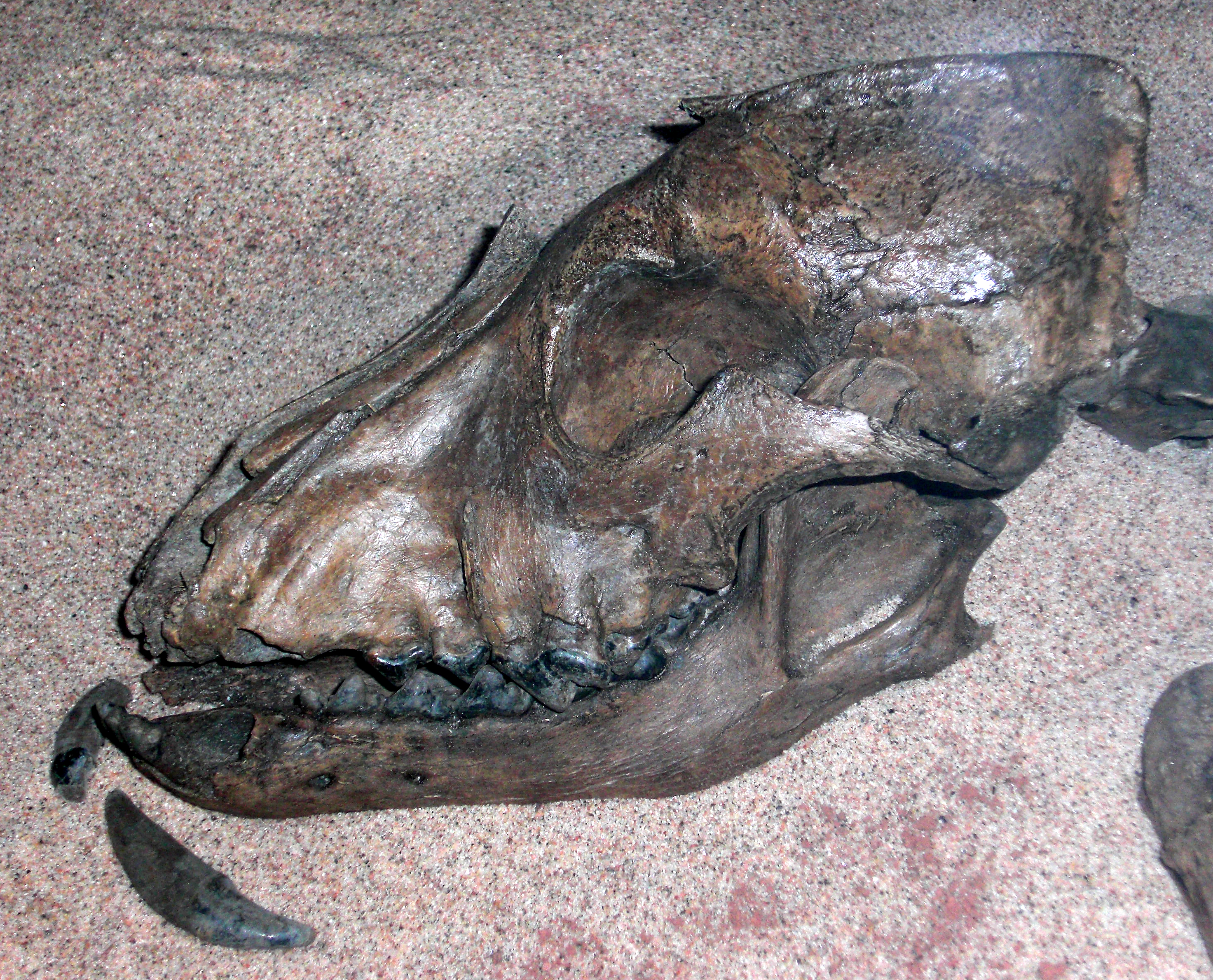
Kostra neolitického psa z Almeö ve Švédsku, 9300 let stará, z muzea v Falköpingu

První analýzy mtDNA ukázaly, že předkové psích plemen se od vlka oddělily asi před 135 000 lety, jiné výzkumy toto datují do doby před 76–121 000 lety. Možná se tak stalo ve Východní Asii, kde výzkumy odhalily velkou různorodost genů místních psů, což by ukazovalo na centrum domestikace, jiná analýza polymorfismu mtDNA provedená v roce 2009 tuto teorii nepotvrdila, výsledky tohoto výzkumu ukazují podobnou diversitu i u psů žijících v okolí Afrických vesnic i v Portoriku. Další studie publikovaná ve stejném roce, která analyzovala již celý mitochondriální genom a ne jen vybrané úseky, znovu prokázala největší diversitu v Asii a označila jako centrum domestikace psa Jihovýchodní Asii na jih od řeky Jang-c’-ťiang, přičemž počet předků je odhadován na nejméně 51 vlčic, které žily před 5400-16 300 lety. Tedy v době, kdy v dané oblasti lidé začali pěstovat rýži.
Teorii o jihoasijském původu psa potvrzují i analýzy chromozomu Y, u kterého byla také nalezena největší diversita právě u psů v Jihovýchodní Asii. Podle těchto výzkumů pochází pes z 13–24 vlků-zakladatelů. Další přikřižování vlka jinde na světě se v genetické výbavě současného psa příliš neprojevilo, i když k němu určitě docházelo, jediné významnější důkazy místního křížení psa s vlkem byly nalezeny ve Skandinávii (regionální haploskupina mtDNA d1), ve Středozemí a na Blízkém východě (regionální haploskupina d2) a v Japonsku, kde někteří psi původních japonských plemen nesou mtDNA již vyhynulého vlka japonského (C. lupus hodophilax).
Studium genů původních amerických plemen nepotvrdilo teorii nezávislé domestikace vlka i v Novém světě, mexický naháč je příbuzný ostatním psům, a ne severoamerickým vlkům.
Kosterní nálezy jsou s výsledky studií DNA poněkud v rozporu: nejstarší nalezená kostra přisuzovaná psovi je stará 33 000 let a pochází z ruského pohoří Altaj, lebka psa z jeskyně Goyet je stará 31 700 let, lebky psovitých šelem nalezené v Předmostí u Přerova s mamutí kostí v tlamě jsou z mladého paleolitu, asi 28-22 tisíc let staré, v Chauvetově jeskyni byly nalezeny stopy dítěte doprovázeného velkým psem/vlkem. Neboť tyto kostry postrádají některé znaky charakteristické pro moderního domácího psa, v některých případech není jasné jedná-li se skutečně o psa, nebo jen o ochočeného vlka. Výjimku tvoří lebka psa z jeskyně Goyet, která se od vlčích lebek liší tvarem a délkou čenichu a zubů a skutečně se podobá spíše psovi. Nesoulad mezi archeologickými nálezy a analýzou mtDNA současných psů se pokouší vysvětlit studie publikovaná v roce 2008, která zkoumala mtDNA 11 neolitických psů nalezených v Evropě. Analýza nalezla haplotyp, který se u současných psů vůbec nevyskytuje, a velké zastoupení haplotypu C, který je u současných evropských psů přítomen jen u 5 % populace. To by mohlo ukazovat na domestikační centrum psa i v Evropě s tím, že původní populace byla postupem času z větší části nahrazena psy původem právě z jihovýchodní Asie.
S jistotou je existence domácího psa potvrzena v nálezech starých 12 000-14 000 let, a to v Německu (lokalita Bonn-Oberkassel) – zde byl nalezen nejstarší známý hrob psa, v Turecku (lokalita Çayönü) a v Izraeli (natufiánská kultura z Levanty), opět se jedná o hroby psů, jejichž stáří je odhadováno na 12 tisíc let. Nejstarší nalezené kostry psů v Číně byly nalezeny v neolitickém sídlišti Nanzhuangtou v provincii Hebei, které bylo osídleno před 10 500–9700 lety, a v lokalitě Jiahu v provincii Henan (7000-5800 let př. n. l.), v Severní Americe je nejstarší dobře zdokumentovaný nález domácího psa 9000 let starý a pochází z jeskyně Danger Cave. Přestože byly nalezeny kostry psů i v odpadních jámách se znaky kuchyňského zpracování, hroby jiných potvrzují status domácího psa jako člena rodiny.
Z těchto kosterních pozůstatků psů z doby kamenné a bronzové můžeme odvodit šest původních evropských typů, jakýchsi primitivních plemen, psů:

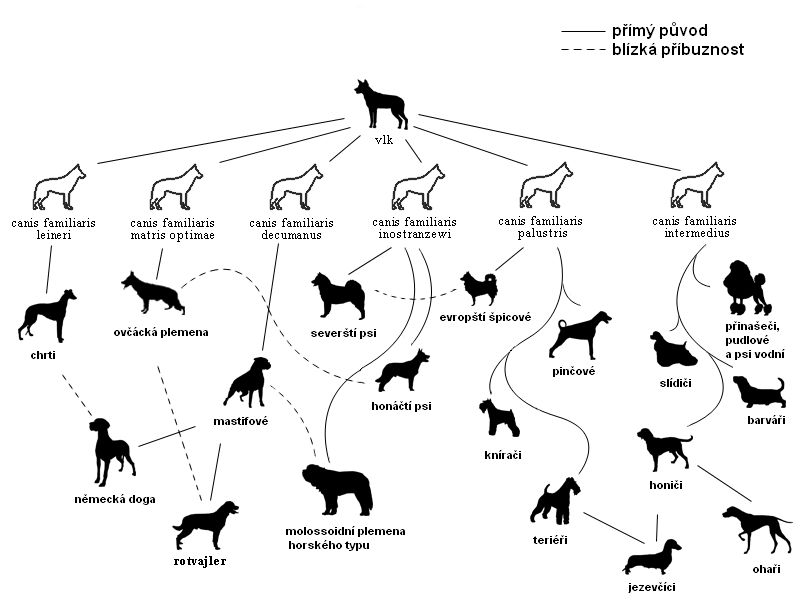
Schéma vývoje současných psích plemen z původních evropských typů psa

- Canis familiaris palustris, pes bažinný (rašelinný) byl pes menší až střední velikosti (kohoutková výška 40–45 cm),[35] s menší kulatou hlavou, výrazným stopem a špičatým nosem. Kostry psů tohoto typu jsou nalézány v rašelinných polích neolitických sídlišť ve Švýcarsku (Hauterive-Champreveyres), Německu (Oberkassel, Teufelsbrucke, Oelknitz), Francii (Saint-Thibaud-de-Couz, Pont d'Ambon) a ve Španělsku (Erralia).[33] Je považován za prapředka teriérů, pinčů, kníračů, špiců či čivav.[35]
- Canis familiaris intermedius, pes popelištní, byl středně velký pes se širokým čelem a kratší širokou čenichovou partií. Žil na území Švýcarska, Bavorska i Česka. Je považován za předka honičů, barvářů, španělů, retrívrů, ohařů, setrů, jezevčíků, pudlů, pekinézů a maltézských psů.[36]
- Canis familiaris inostranzewi byl poprvé popsán při vykopávkách v oblasti Ladožského jezera,[36] velcí psi byli nalezeni také na Ukrajině v lokalitě Mezin a v Německu (Kniegrotte).[33] Byl mohutnější a větší než pes bažinný. Od tohoto typu se odvozuje původ severských tažných psů, severských loveckých plemen psů, lajek, eskymáckých psů a samojedů, dále též buldoků, buldočků, boxerů, velkých horských molossoidních plemen a salašnických psů.[36]
- Canis familiaris leineri se objevil později, je to pes mladší doby kamenné. Byl to velký pes s úzkou lebkou, který je možný prapředek dnešních chrtů, štíhlých psů lovící pomocí zraku. Jako jsou faraonský pes, afghánský chrt, barzoj, saluka, irský vlkodav, deerhound, greyhound a whippet.[36]
- Canis familiaris matris optimae, pes bronzový, je nejmladším plemenem, které se v oblasti střední Evropy objevilo asi 4–5 tisíc let př. n. l. Byl středně velký, měl nízkou lebku s plochým čelem, nevýrazným stopem a špičatým nosem. Je považován za předka všech ovčáckých psů, jako je německý ovčák, belgický ovčák, kolie, bobtail, briard, velškorgi.[36]
- Canis familiaris decumanus je občas popisován jako pes robustní tělesné stavby a předek dnešních mastifů a dog.[37] Jiní autoři za předka molossoidních plemen považují psa typu Canis familiaris inostranzewi.[36]

## Popis

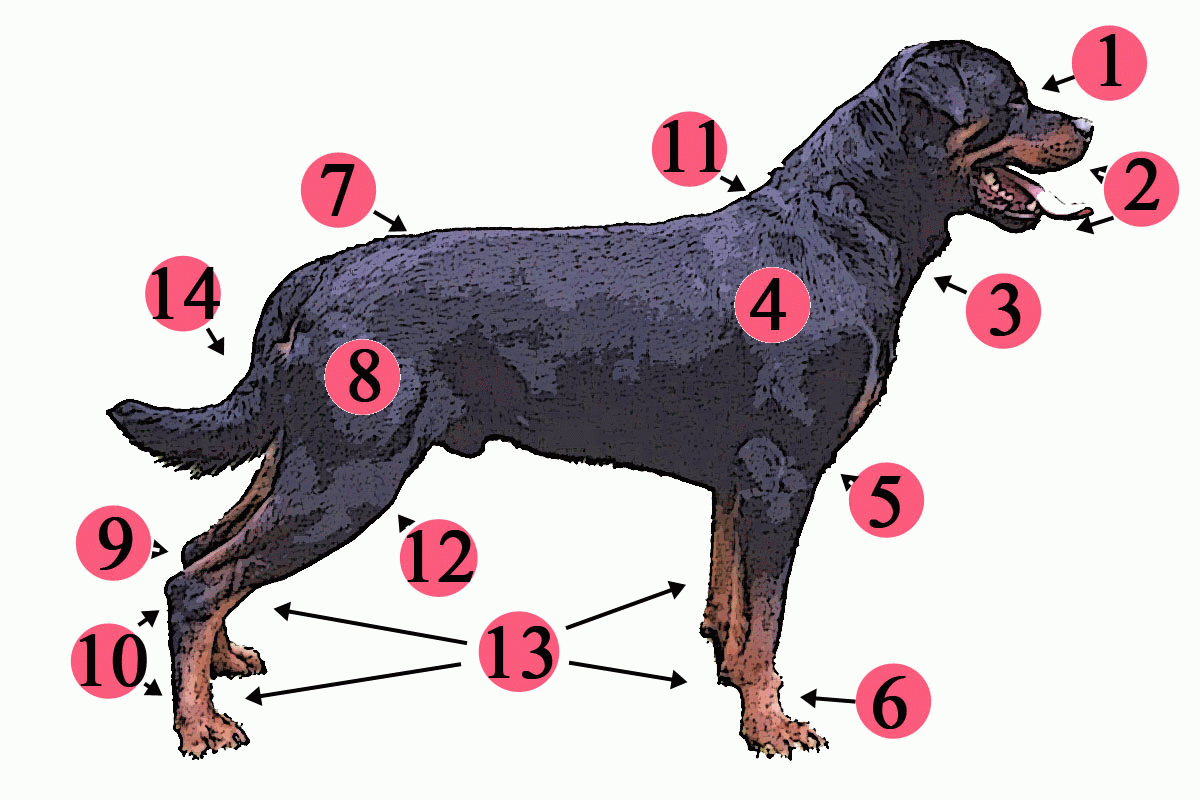
Popis exteriéru psa:
1) Stop
2) morda
3) krk – hrdlo
4) plece, lopatka
5) loket
6) hrudní končetina
7) záď
8) stehno
9) hlezno
10) pánevní končetiny
11) kohoutek
12) koleno
13) tlapy
14) ocas

Pes patří mezi psovité šelmy a stavbou těla je podobný svým příbuzným. Má štíhlé svalnaté tělo s mohutným hrudníkem. Na hrudník je pod úhlem asi 40 ° nasazen svalnatý krk, který nese hlavu s prodlouženou čenichovou partií. Oči jsou menší, naopak ušní boltce nápadné, původně vzpřímené a zašpičatělé, u prošlechtěných plemen též klopené a převislé. Končetiny jsou stavěny pro vytrvalost v chůzi i běhu. Pes je prstochodec, našlapuje na pružné nášlapové polštáře, což jsou zrohovatělé bezsrsté útvary na tlapkách, drápy jsou pevné, tupé a nezatažitelné. Na hrudní končetině má pes pět prstů, z nichž palec je zakrnělý a nedotýká se země, na pánevních končetinách jsou zpravidla jen čtyři prsty. Ocas psa je obecně středně dlouhý a jen málokdy je zcela rovný, často bývá šavlovitý, srpovitý nebo aspoň jeho konec je stočený vzhůru. Tělo psa je zpravidla kryté srstí různé délky i struktury.
Primitivní plemena psů, zdivočelí psi, jako je dingo a novoguinejský zpívající pes, a páriové na celém světě jsou si navzájem velmi podobní a je možné, že takto vypadal původní „prapes“: jsou to psi střední velikosti, vážící 14–20 kg, tvarem těla připomínají malého vlka nebo lišku. Mají vzpřímené uši klínovitého tvaru, špičatý čenich, oči mandlovitého tvaru a dlouhý stočený ocas. Jsou krátkosrstí a typické zbarvení je světle hnědé nebo červenohnědé, někdy též s bílými znaky. Stavbou těla i lebky jsou tito původní psi podobní vlku indickému (C. lupus pallipes), vlku himálajskému (C. lupus chanco) a již vyhynulému malému druhu vlka Canis variabilis, který žil na území dnešní Číny před 200 000-500 000 lety.
Mezi dnešními plemeny psů existují obrovské rozdíly co do velikosti i tělesných proporcí: nejmenším plemenem je čivava, s ideální hmotností 1,5 až 3 kg, obecně největšími psem je irský vlkodav s kohoutkovou výškou minimálně 71 cm, rekordmanem je nicméně německá doga s kohoutkovou výškou přesahující 1 metr, nejtěžšími psy jsou bernardýn a anglický mastif, s hmotností přesahují 100 kg.

### Rozdíl mezi psem a fenou

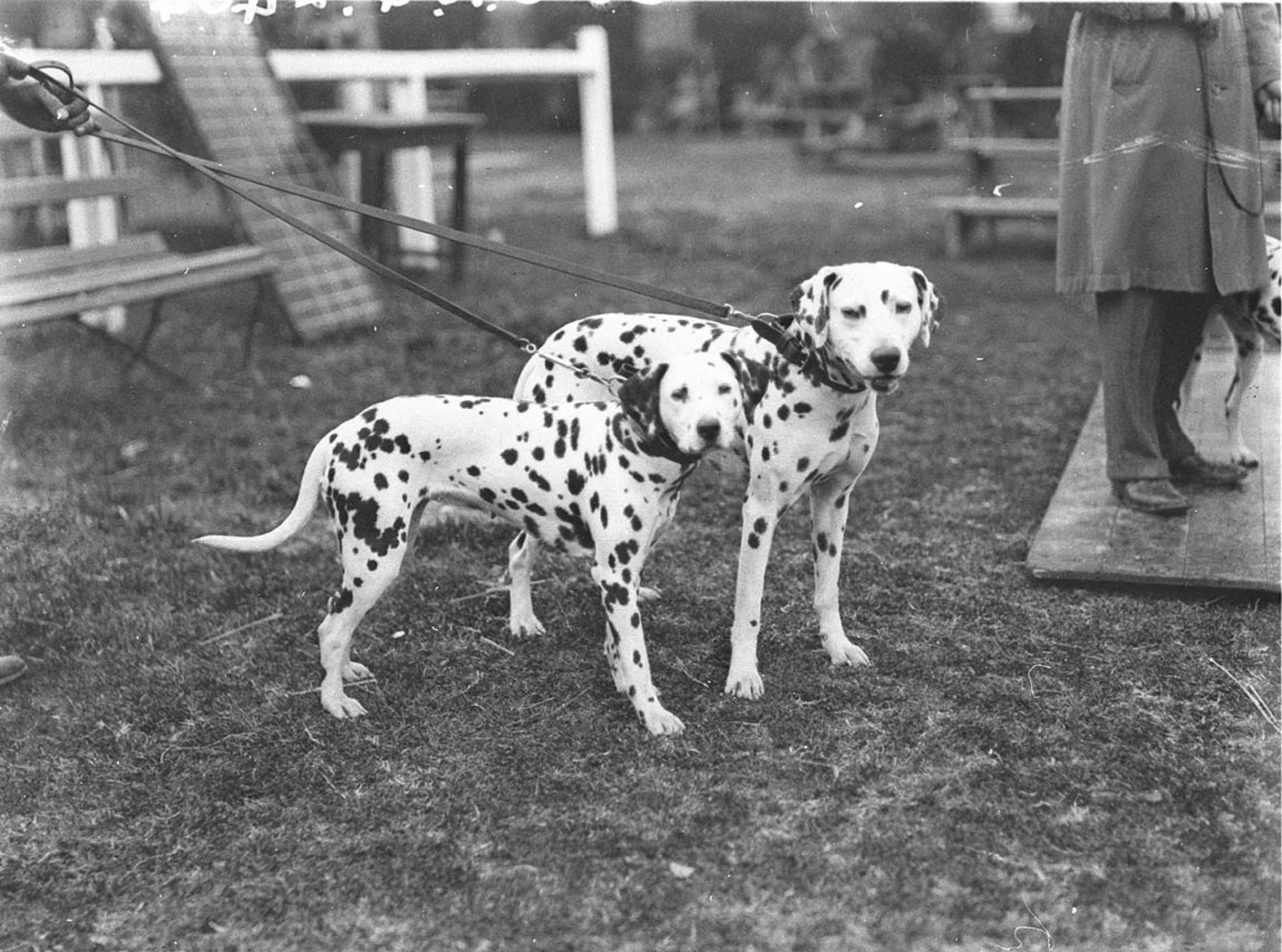
Rozdíl ve vzhledu feny a psa (fena je vepředu)

Fena je označení pro samici psa domácího. Dalším možným pojmenováním je psice nebo čuba. Nářečně se feně také říká kudla, suka nebo šulka.
Feny jsou všeobecně menšího vzrůstu, nižší váhy, jsou méně mohutné než psi. Chováním jsou spíše něžnější, přítulnější a věrnější. Mají klidné, vyrovnané chování, obvykle se dají lépe cvičit. Mají méně dominantní chování. Obtížněji ovladatelná je fena v době hárání, kdy se snaží utíkat ke psům. U některých fen se někdy objevuje tzv. falešná březost, kdy se chovají, jako by očekávaly štěňata.
Naopak psi (samci psa domácího) jsou všeobecně většího vzrůstu, jsou mohutnější a těžší. Obvykle jsou vytrvalejší při práci i při sportu, často se dokážou naučit více cviků než feny. Mají dominantnější chování a větší ambice být pánem smečky nebo rodiny. Bývá hůře ovladatelný, je proto nutná tvrdší ruka, ale psům tvrdší výcvik nevadí tolik jako fenám. Největší problémy jsou s ovládáním v blízkosti háravé feny. Některé problémy (např. nechtěná štěňata, utíkání za háravými fenami, dominantní chování) se dají omezit nebo vyřešit kastrací.

### Anatomie psa

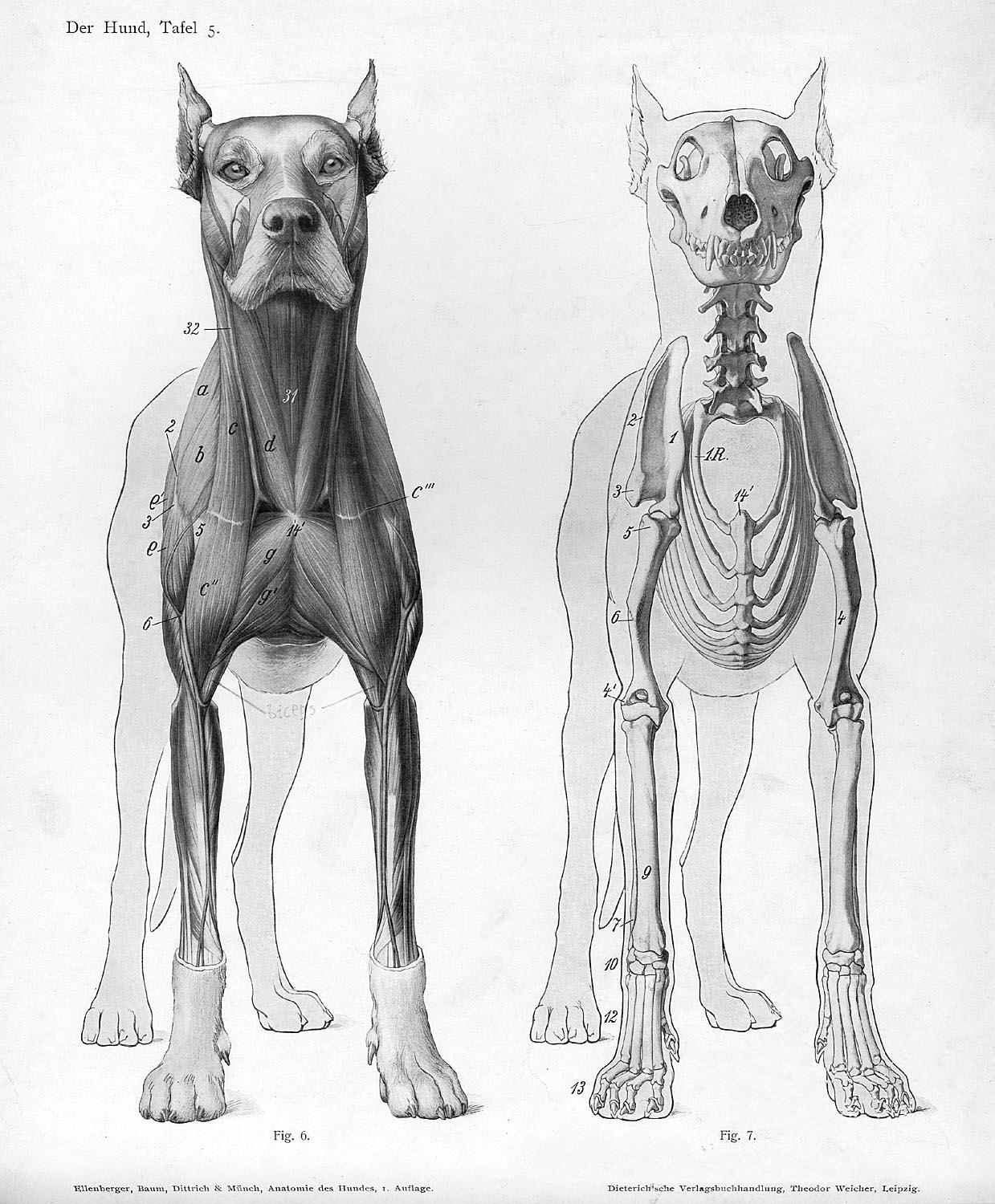
Pes domácí zepředu – kostra a svaly

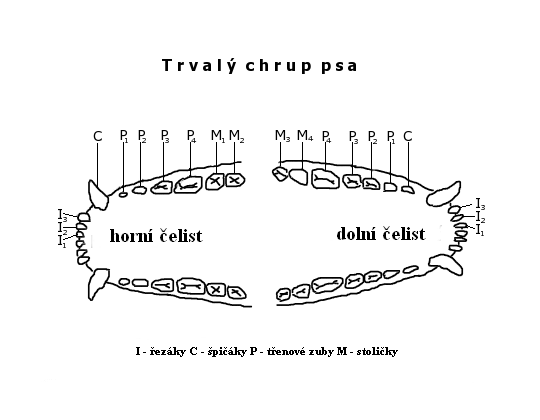
Kompletní trvalý chrup psa

Kostra psa se bez ohledu na plemennou příslušnost psa skládá z 271–282 kostí. Kostra se dělí na tři hlavní části – lebku, která chrání mozek a nese silné čelisti umožňující masožravý způsob života, osový skelet – páteř a hrudní koš, které tvoří osu těla a chrání vnitřní orgány, a kostru končetin. U většiny psů je růst dlouhých kostí do délky dokončen mezi 10. a 12. měsíci věku,
Kosterní svaly psa se šlachami upínají na kosti a přenáší na ně svalovou práci, čímž umožňují pohyb celého zvířete. V psích svalech je jen málo vazivové složky, převládá svalová tkáň, přičemž v hlubokých svalech končetin zcela převládají pomalá červená vlákna typu I, která zajišťují neustálé napětí, aniž by se unavila. V povrchových svalech jsou červená vlákna společně s rychlými bílými vlákny typu II.A, která umožňují rychlý silový pohyb a přitom jsou rovněž velmi odolná proti únavě. Svaly odpovídají přizpůsobení psa jako vytrvalého běžce. Pes ale nemá žádný mechanismus pro neúnavné stání a v klidu usedá nebo lehá. Pes má dobře vyvinuté mimické svaly, které umožňují širokou obličejovou mimiku. Žvýkací svaly jsou mohutné, pes o hmotnosti 20 kg dokáže při skusu vyvinout tlak až 165 kg.
Dospělý pes má 42 zubů, štěně 28 mléčných zubů. U psů začíná výměna zubů mezi 4.–5. měsícem věku a do 7. měsíce je již zcela ukončena. Většina plemen psů má skus nůžkový, psi se zkráceným čenichem mívají předkus. Zuby jsou přizpůsobené k chycení kořisti a oddělování masa od kostí, psi nemají schopnost žvýkat potravu a v dutině ústní ji rozmělnit na malá sousta, kusy potravy polykají vcelku. Trávicí soustava také svou stavbou odpovídá faktu, že pes je především masožravec. Poměr délky jeho trávicí trubice a délky těla je asi 5–6 : 1. Má jednokomorový žaludek, poměrně krátké tenké střevo a jednoduché tlusté střevo podkovovitého tvaru.
Pes má oproti stejně velkému vlku až o 30 % menší hmotnost mozku, psí mozek váží v závislosti na velikosti psa 68–135 g a tvoří tak 0,2–1 % tělesné hmotnosti. Čichové laloky psa, tedy část mozku, kde jsou zpracovávány čichové vjemy, váží asi 60 g, zatímco u člověka je to 4× méně.
Psi jsou vybaveni velkým množstvím pachových žláz – apokrinní potní žlázy jsou spojeny s chlupovými folikuly a jsou hojné především v kůži slabin a mezinoží, na plecích a na krku. Tyto jsou zodpovědné za typický pach psí srsti. V okolí řitního otvoru psa se nachází tři typy pachových žláz, z nichž nejvýznamnější jsou anální váčky (sinus paranalis), párové váčkovité duté útvary, 5–30 mm velké, které produkují páchnoucí, žlutý, žlutohnědý nebo hnědý sekret, ulpívající na výkalech.
Pachové potní žlázy jsou hojné také na povrchu prstních polštářů na tlapkách. Tlapky jsou také jediné místo na těle psa, kde se vyskytují pravé, ekrinní potní žlázy. Celkem se na 1 cm2 polštáře nachází 400–500 žláz. Sekret má funkci při označování teritoria – hrabání po vykonání potřeby není pokusem výkaly zahrabat, ale slouží k rozetření výměšků těchto žláz. Sekrece také zvyšuje přilnavost polštářků k povrchu, čímž usnadňuje pohyb po suché a hladké podložce, a udržuje tlapky pružné. U psa nemají potní žlázy téměř žádnou úlohu v termoregulaci.

### Vzhled psa

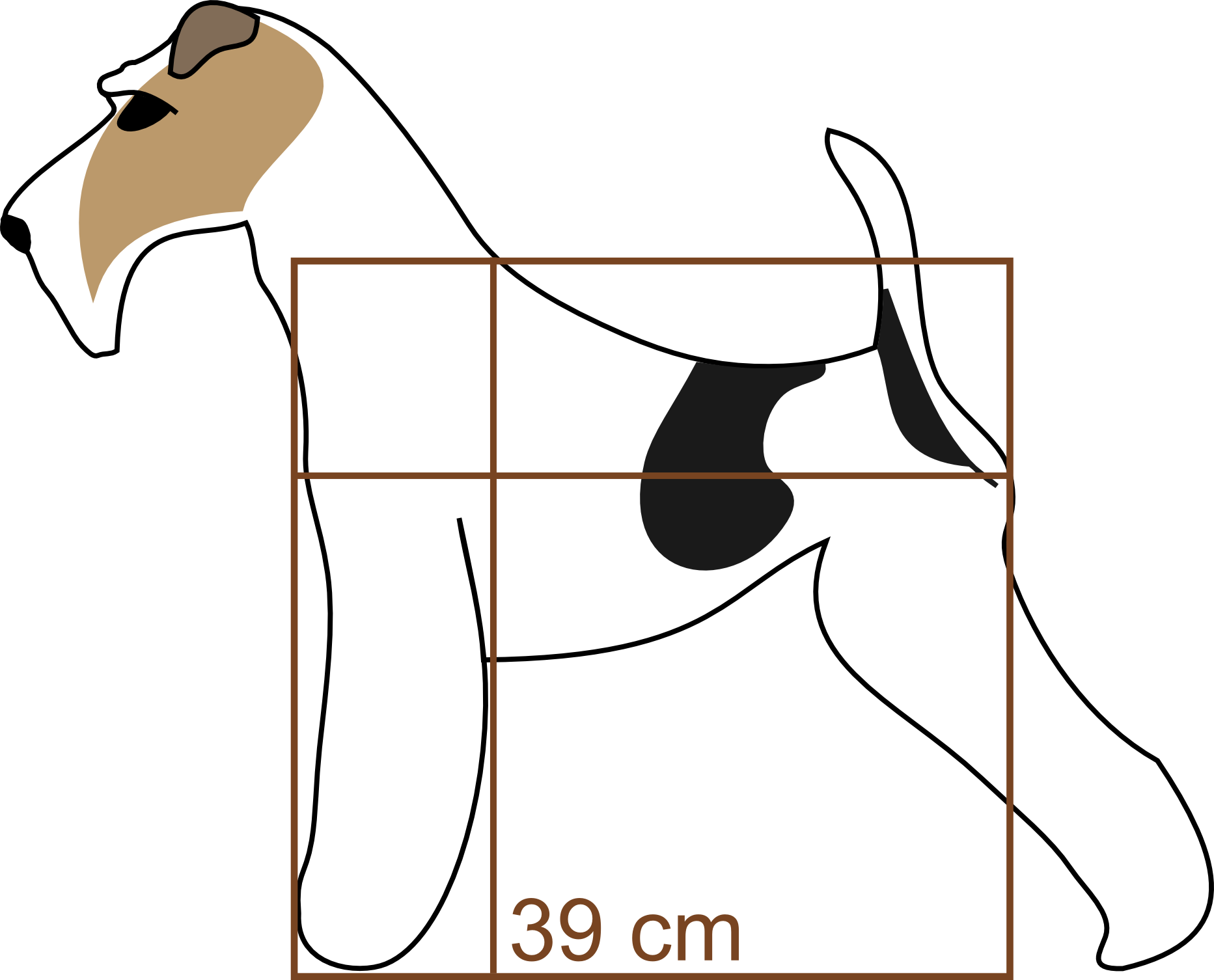
Foxteriér hrubosrstý – ideální čtvercový formát psa

Zatímco vnitřní anatomie je u všech psů víceméně stejná, vzhledem a vnějšími znaky se jednotlivá plemena výrazně liší. Popis exteriéru ideálního jedince konkrétního plemene je zaznamenán ve standardu plemene, přičemž v Česku se psi s průkazem původu posuzují především podle standardů Mezinárodní kynologické federace, FCI.
Při popisu exteriéru psa je prvotní informací výška psa v kohoutku: pod 35 cm hovoříme o malých psech, mezi 35 až 50 cm se jedná o psy střední, psi s kohoutkovou výškou mezi 50–80 cm jsou velcí a nad 80 cm kohoutkové výšky dorůstají obří plemena. Dalším exteriérovým znakem je tělesný rámec psa, tzn. poměr mezi délkou těla a kohoutkovou výškou, ten může být buď čtvercový nebo obdélníkový.

#### Hlava

Základní druhy hlavy psa domácího

Hlava psa je rozdělena na dva hlavní celky: mozkovnu a čenichovou partii. Přechod mezi mozkovnou a čenichem se nazývá stop. Podle poměrů délek mozkovky a nosu se psi dají obecně rozdělit do tří skupin:
- brachycefalická plemena (neboli krátkohlavá) jsou psi se zkrácenou čenichovou partií a s dopředu směřujícíma očima. Častý je předkus, kdy je horní čelist kratší než čelist spodní. Příkladem krátkolebého plemene je anglický buldok, mops či boxer. Zkrácení čelistí s sebou přináší také zdravotní problémy způsobené zúžením nozder či relativně dlouhým měkkým patrem, viz brachycefalický syndrom.
- mezocefalická plemena jsou psi, u kterých se délka lebky od týlu ke stopu víceméně rovná délce čenichové partie od stopu ke špičce čenichu. Poměr délky a šířky mozkovny je též přibližně 1 : 1. Do této skupiny patří většina psů.
- dolichocefalická plemena (neboli dlouhohlavá) jsou psi s prodlouženou a plochou mozkovnou, často je u nich vystupující týlní kost. Délka hlavy přesahuje její šířku. Čenichová partie je rovněž dlouhá, obvykle s mozkovnou v poměru 1 : 1. Dolicocefalickými plemeny jsou chrti, kolie a jezevčíci. Existuje u nich predispozice k podkusu, kdy je dolní čelist kratší než čelist horní,[62] a ke vzniku oronazálních fistul.[63]

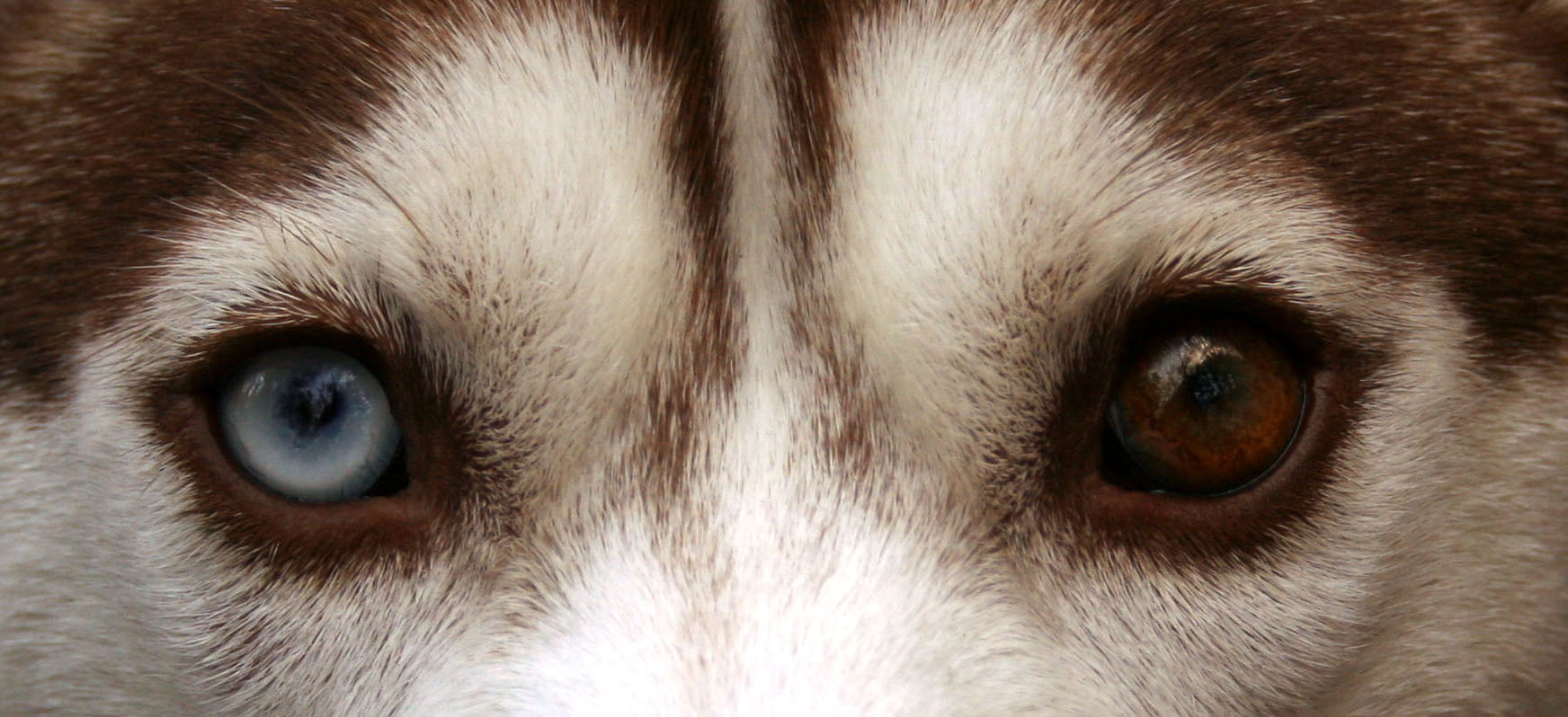
Nestejně zbarvené oči (heterochromie) sibiřského huskyho

Na úrovni stopu jsou umístěné oči. Pes má kulatou zornici a duhovku, která je u většiny plemen psů hnědá, ideálně tmavohnědá. U jiných plemen je povolená barva světle hnědá, jantarově žlutá, modrá, nebo i nestejně zbarvené oči. Ve vnitřním koutku oka se nachází třetí oční víčko, spojivkou pokrytá chrupavčitá ploténka, která chrání oko před případnými cizími tělesy, jako je prach nebo písek. U zdravého oka je třetí víčko nenápadné.
Původním tvarem hlavy je hlava klínovitá, též vlčí. Čenichová partie postupně směrem k čenichu zužuje. Je typická pro německé ovčáky, špice, šiperku, kolie a mnoho dalších. Hlava hranatá je charakteristická kratší čenichovou partií, která se nezužuje. Je mohutná, s patrnými lícními kostmi. Hranatou hlavu mají například molossoidní plemena nebo americký pitbulteriér. Kulatou hlavu mají malá společenská plemena, jako je opičí pinč nebo shih-tzu. Speciálně u čivavy se navíc vyžaduje vypouklé čelo a hlava tzv. jablkovitá. Vejčitá hlava je charakteristickým znakem anglického bulteriéra.

Tvary ušního boltce

Tvar ušního boltce, jeho velikost a postavení velice ovlivňuje celkový výraz hlavy. Původní jsou uši vzpřímené, prošlechtěná plemena mají uši s měkkou chrupavkou, které visí podle lící dolů. Klopené uši jsou uši vzpřímené, jejichž přibližně horní polovina je přehnutá dopředu a částečně nebo úplně zakrývá ústí zvukovodu. Poloklopené uši jsou vzpřímenější a lehčí než klopené, dopředu je ohnutá jen špička ucha a ústí zvukovodu je volné. Ucho tvaru růžového lístku je malé, vysoko nasazené klopené ucho, složené nazad a odkrývající vnitřek boltce i vstupu do zvukovodu.

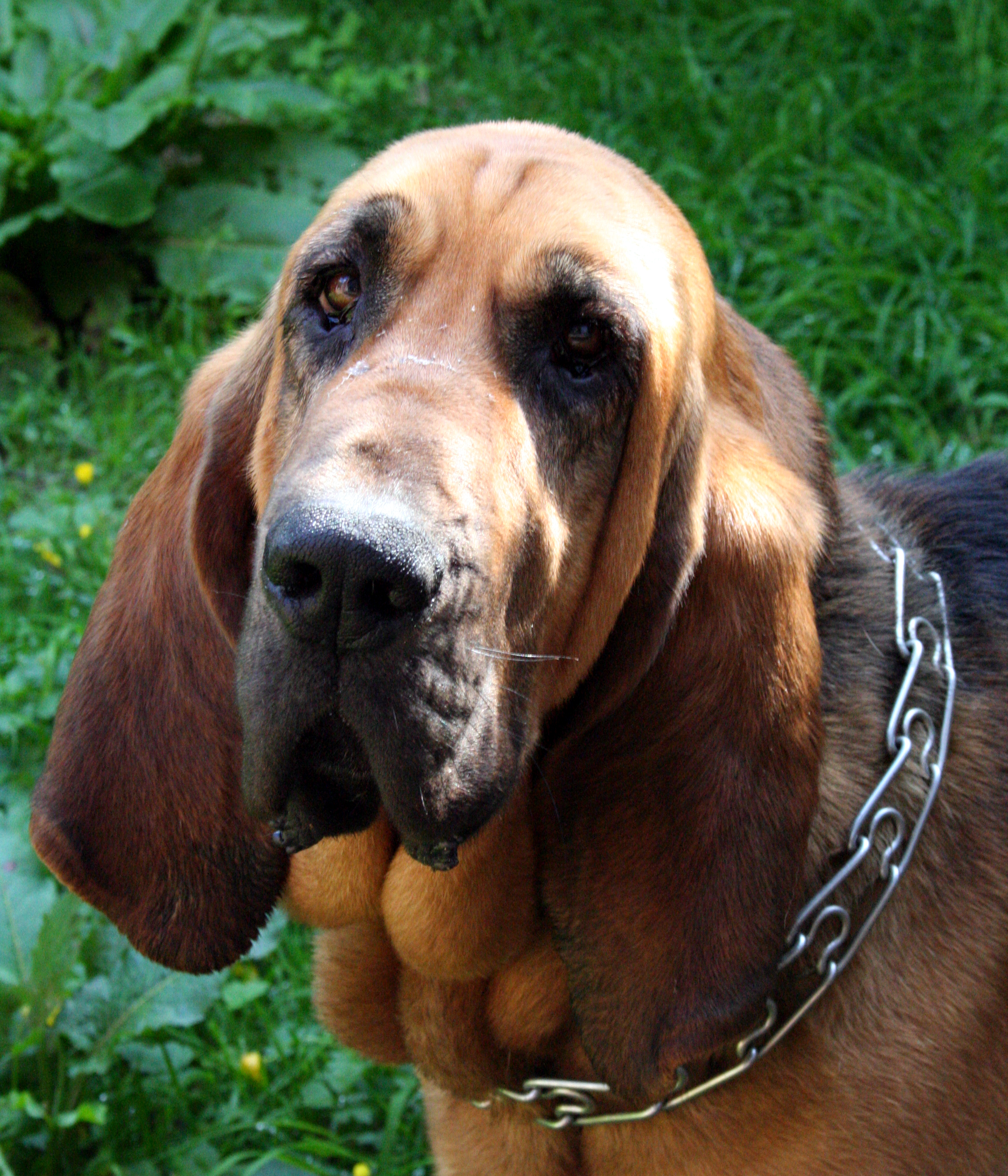
Nízko nasazené, dlouhé lalokovité ucho bloodhounda

Ušní boltec může být nasazený nízko, středně vysoko nebo vysoko, přičemž hodnocení toho, co je nízko a co je vysoko zpravidla záleží na standardu plemene. Obecně mají vysoko nasazené uši – například špicové, novofundlandský nebo bernský salašnický pes, nízce nasazené uši má bígl nebo anglický kokršpaněl. Stejně tak ve velikosti ušního boltce jsou značné meziplemenné rozdíly, v poměru k hlavě má malé uši německý špic nebo šarpej, brazilská fila nebo tosa-inu, naopak nápadně dlouhé ušní boltce mají honiči. Dlouhé lalokovité uši honičů totiž dobře zachytávají pachy a pomáhají psovi držet stopu zvěře. Podle Guinnessovy knihy rekordů byl psem s vůbec nejdelšíma ušima bloodhound Tigger, jehož pravé ucho měřilo 34,9 cm a levé ucho 34,2 cm. Současným držitelem rekordu je coonhound, s ušima dlouhýma 31 a 34 cm.
V minulosti se u mnohých plemen provádělo kupírování uší. Původně se kupírovala pracovní plemena, která byla určena k hlídání stád i domů před vlky a medvědy – bylo tak odstraňováno „slabé místo“, kam se mohla šelma zakousnout. Ze stejného důvodu se kupírovaly uši psům určených pro psí zápasy. Později se některá plemena kupírovala čistě z estetických důvodů, ke zvýraznění formátu psa či linií jeho hlavy. V Česku je kupírování uší zakázáno od roku 1993 a od 1. 3. 2004 ČMKU zakazuje vstup kupírovaným jedincům na kynologické akce.

#### Tělo
Hlava plynule přechází v krk. Spojnici mezi krkem a hřbetem tvoří kohoutek, ten je tvořen lopatkovým okrajem převyšujícím trnové výběžky prvních 3–4 hrudních obratlů. Lopatka psa je dlouhá a šikmá a s ramenní kostí by měla svírat úhel 90°–100° a se zemí asi 45°–50°. Společně s ramenní a hrudní kostí tvoří podklad předhrudí. Při správném zaúhlení a dostatečně dlouhé pažní kosti jsou hrudní končetiny umístěny na nejnižším bodě hrudníku a kolmice spuštěná od kohoutku k zemi prochází loktem. Zakřivení ramenní kosti kopíruje klenutí žeber, hrudní končetiny jsou umístěné rovně pod tělem.

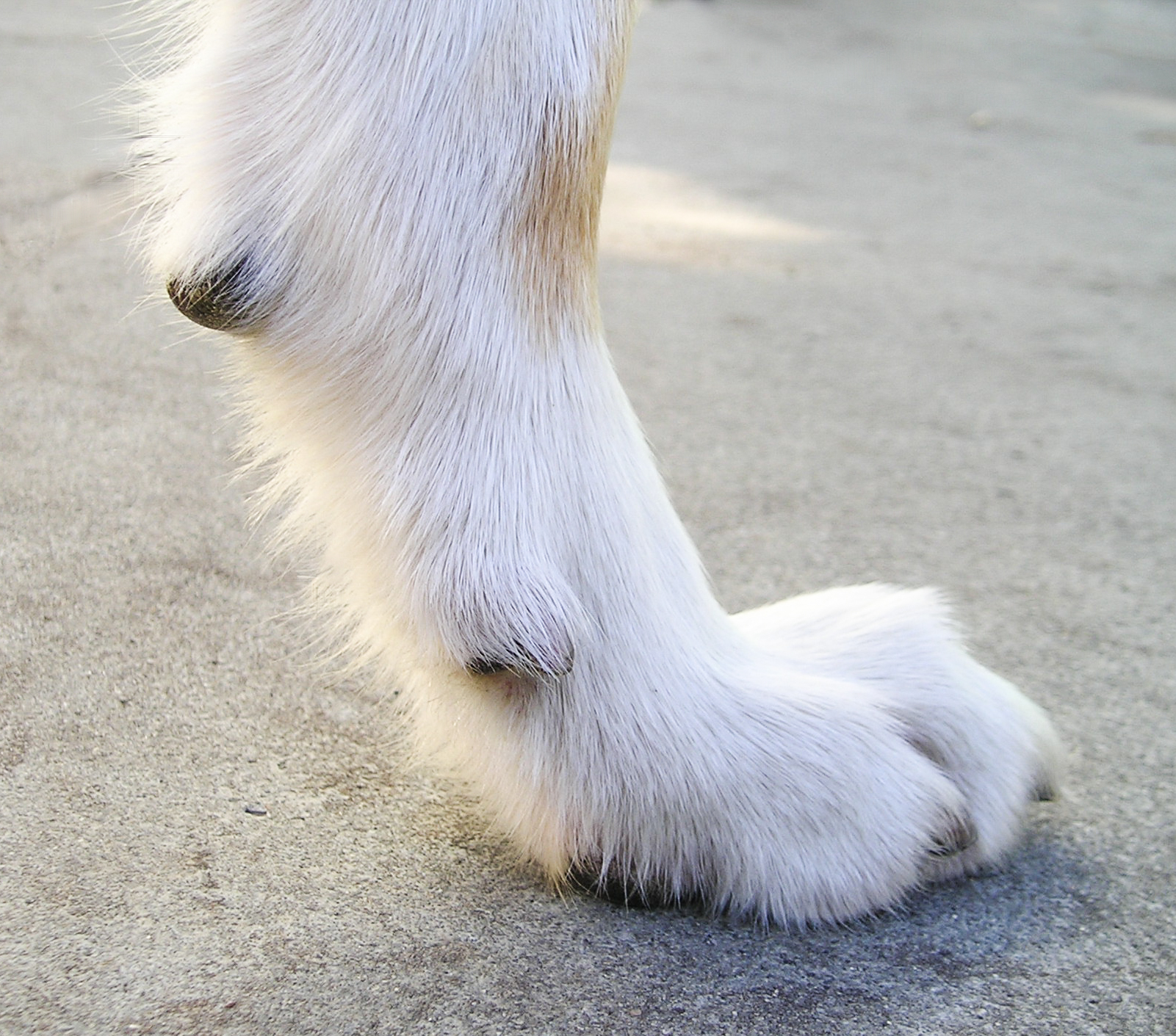
Přiměřeně šikmé nadprstí psa

Nadprstí by mělo být silné, pružné a šikmé, úhel mezi předloktím a nadprstím by se měl pohybovat mezi 25–30°. Při slabém nadprstí dochází k vytáčení tlapek, příliš strmé nadprstí nedostatečně tlumí nárazy při pohybu a vede ke zvýšené zátěži kloubů. Na hrudních končetinách má pes pět prstů, na pánevních čtyři, zakončené tupými drápy, které slouží při běhu jako tretry. Občas má pes i na pánevních končetinách vyvinuté první prsty, tzv. paspárky, neboli vlčí drápy, označené tak, přestože vlci je nemají. U některých plemen (briard, pyrenejský horský pes) jsou naopak vyžadované dobře vyvinuté dvojité paspárky. Tvar tlapky odpovídá využití psa. Kočičí tlapka, která je kratší, umožňuje psovi větší vytrvalost, zaječí tlapka je delší, zvyšuje rychlost psa a usnadňuje kličkování.
Hrudník bývá dlouhý a dostatečně hluboký, sahající k loktům – je-li mělký, neposkytuje tolik prostoru pro srdce a plíce, psi s hlubším hrudníkem působí těžkopádně. Břicho je obvykle lehce vtažené. Výrazně vtažené břicho se požaduje u chrtů, naopak u novofundlandského psa či výmarského ohaře má být břicho rovné. Hřbet by měl být rovný a pevný a žádoucí jsou spíš kratší bedra, která dobře přenáší sílu pohybu ze zadních nohou. Při správném zaúhlení pánevních končetin by pánev měla být skloněná oproti horizontální linii asi o 30°, v kolenním kloubu by měl být v postoji úhel 125°, správný úhel v hlezenním kloubu je asi 130°. Hlezno je postavené kolmo k zemi a svislé osy končetin jsou rovnoběžné.
Tyto obecné zásady však neplatí u všech plemen, například špicové mají na pánevních končetinách strmé úhlení – úhly jsou větší, než ty popisované jako ideál, naopak německý ovčák je často přeúhlený, s úhlem v kolenním kloubu blízkému 90°. Krátké končetiny jezevčíků či baseta jsou způsobeny achondroplazií, poruchou osifikace, která u lidí způsobuje trpasličí vzrůst.

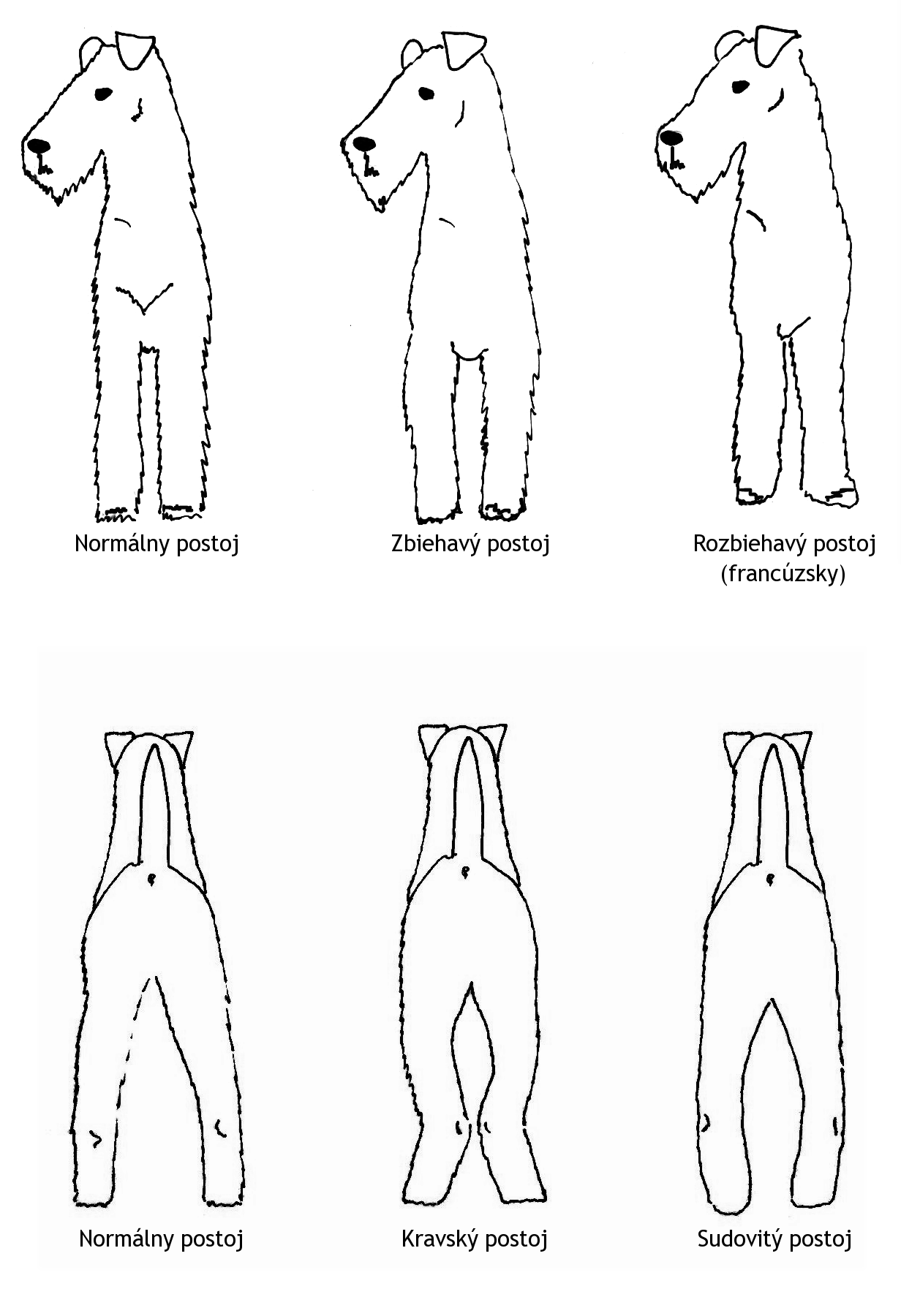
Postoje psa – hrudní i pánevní končetiny, správný postoj a vady
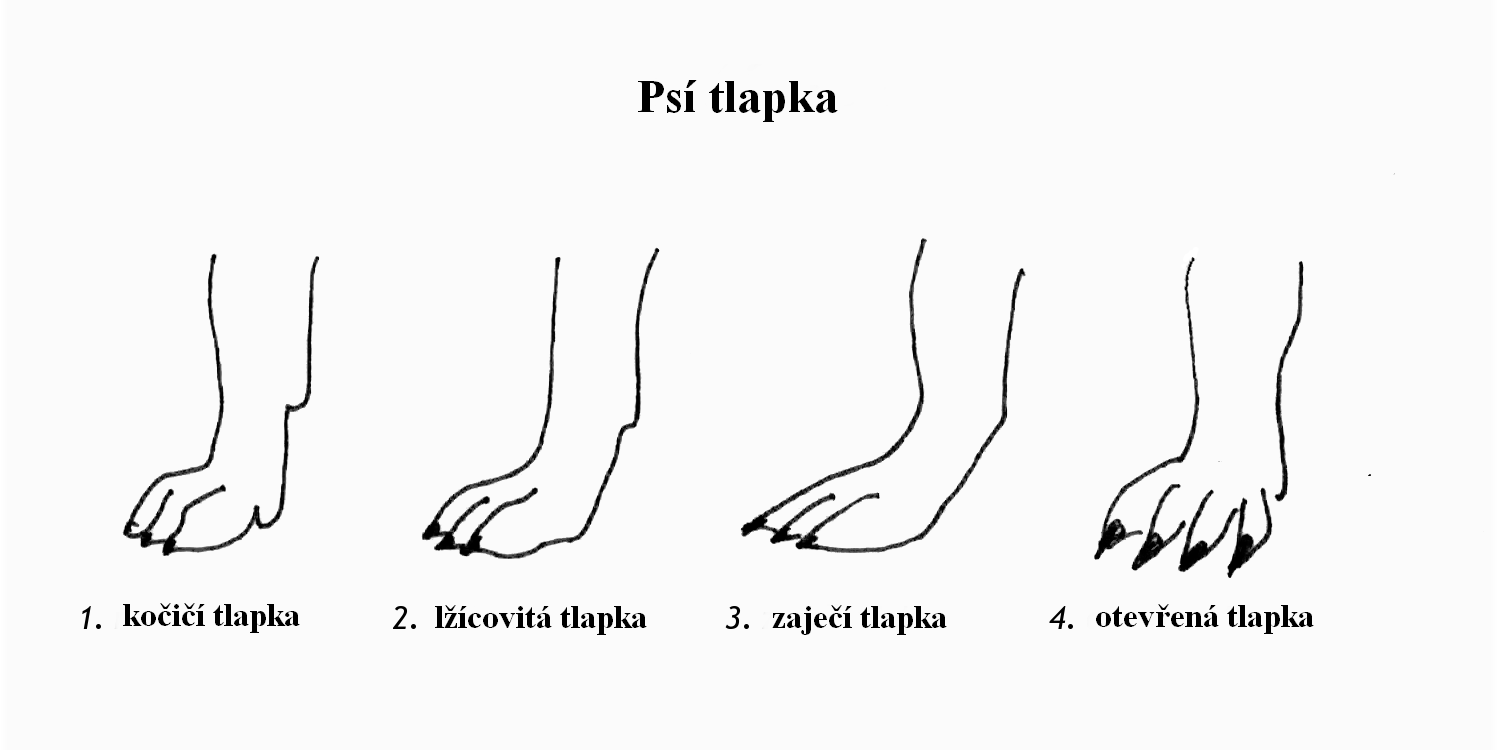
Tlapky psa – 1) kočičí 2) lžícovitá 3) zaječí 4) otevřená
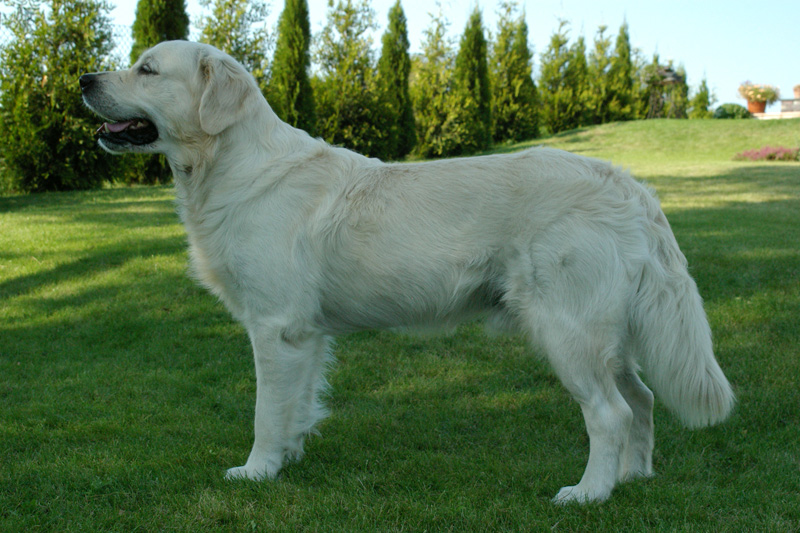
Dobře úhlené končetiny zlatého retrívra
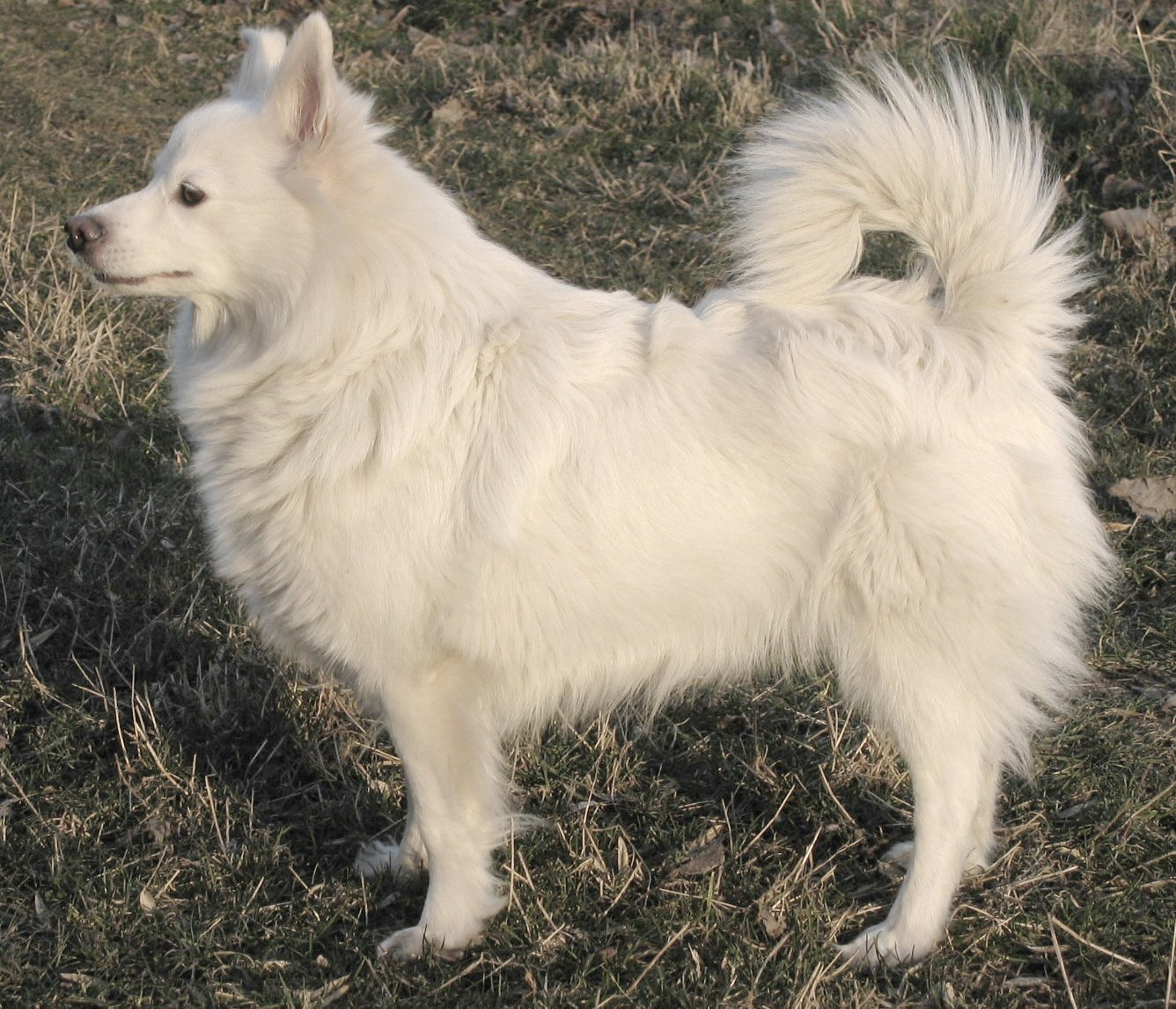
Strmé úhlení velkého bílého špice
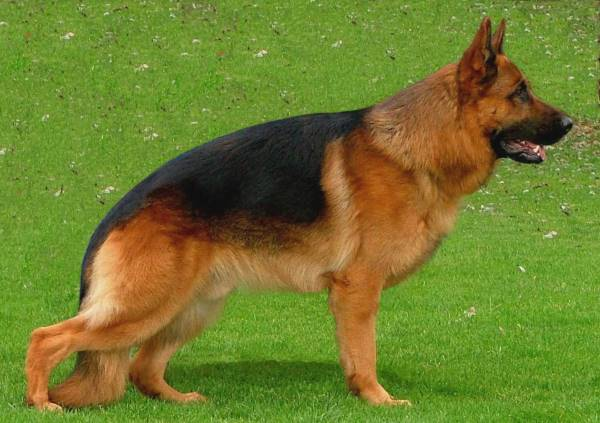
Přeúhlený německý ovčák – příliš spáditá pánev neposkytuje prostor pro natažení končetin

## Smysly psa

### Čich

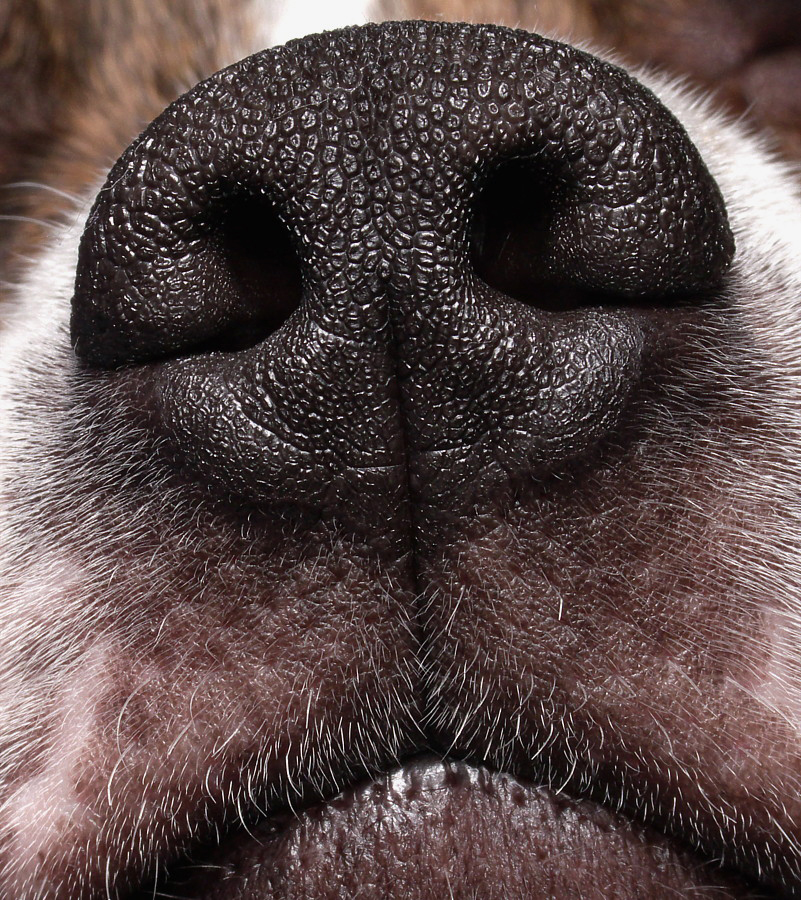
Černě pigmentovaná nosní houba (čenich) psa

Nosní houba by měla být dobře pigmentovaná a nozdry dostatečně široké. Nosní houba je obvykle chladná a vlhká, zvlhčována sekretem, ve kterém se rozpouštějí pach nesoucí molekuly a umožňují tak jejich zachycení a zpracování. Uvnitř psího nosu jsou stočené nosní skořepy pokryté čichovou sliznicí, jejíž plocha se průměrně pohybuje od 70 do 200 cm². Větší plocha čichové sliznice je u psů s delší čenichovou partií, u krátkolebých plemen je menšího rozsahu. Sliznice je silná v průměru 0,10–0,12 mm a obsahuje asi 220 miliónů čichových buněk, zatímco člověk má pouhých 5 miliónů čichových receptorů. Čichové laloky psa, tedy část mozku, kde jsou zpracovávány čichové vjemy, váží asi 60 g, zatímco u člověka je to 4× méně – přitom mozek člověka je celkově 10× větší než psí mozek. Čich je nejvyvinutější a nejvýznamnější smysl psa. Odhaduje se, že může být až 100 000× citlivější než čich lidí. Z plemen s nejvyvinutějším čichem patří např. bloodhoundi, kteří dokážou hledat podle pachové stopy staré i několik dní. Čenich a nos pes používá například i při vyhrabávání možné kořisti nebo naopak zahrnování zeminy při zahrabávání kostí nebo potravy.

### Zrak

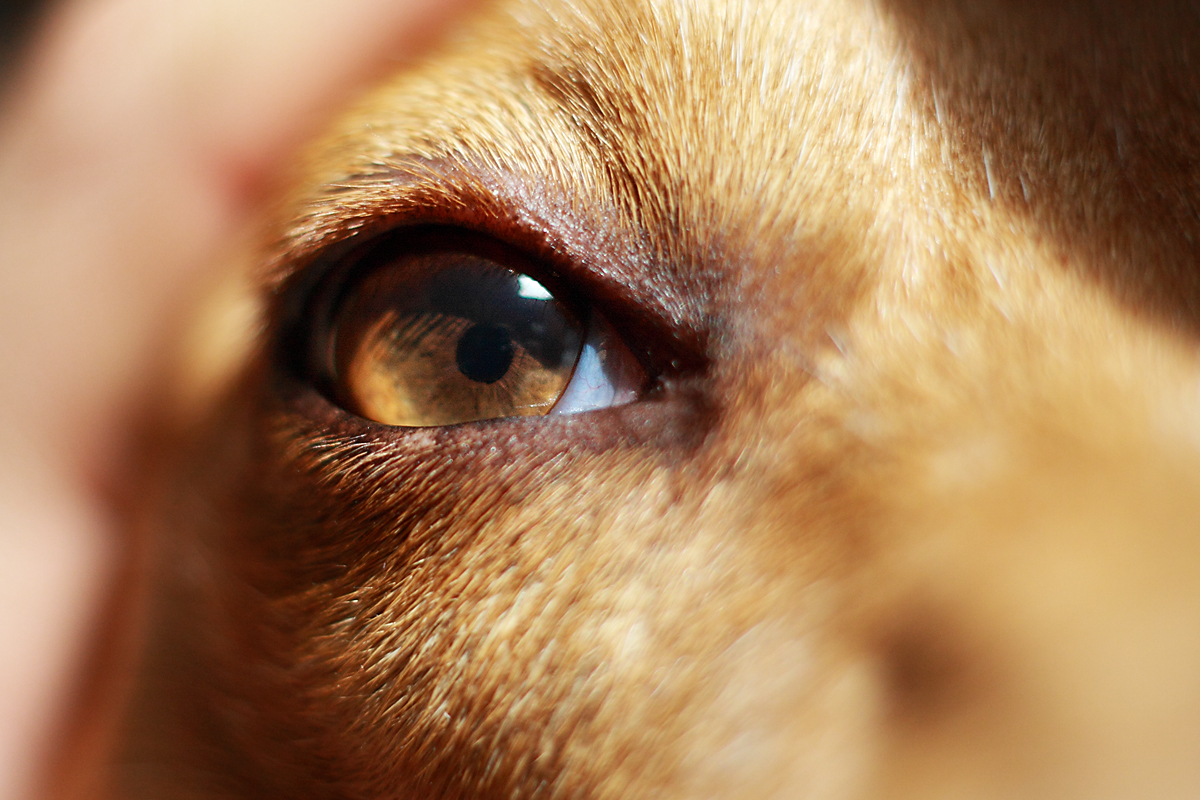
Oko psa

Psí oči jsou podobné očím lidským, ale v mnoha ohledech se od nich liší. Jsou plošší než lidské oči a jejich čočka nemůže zaostřovat stejně dobře jako u lidí, proto pravděpodobně netvoří tak ostrý obraz. Psi jsou dalekozrací, na krátkou vzdálenost nevidí ostře a k prozkoumání blízkých předmětů používají hlavně čich a hmat. Na druhou stranu mají psi, stejně jako ostatní šelmy, v oku za sítnicí tapetum lucidum, odrazivou vrstvu, která umožňuje dobré vidění i za šera, psí oči (a odpovídající zrakové centrum v mozku) jsou také citlivější na pohyb. Psí sítnice obsahuje více světločivných buněk tyčinek, které umožňují vnímání kontrastu. Psi mají větší zorničku a oči položené v porovnání s člověkem více do stran, což jim umožňuje lepší periferní vidění.
Psi jsou barvoslepí, ale to neznamená, že nemohou vidět žádné barvy. Nerozlišují oranžovou, žlutou a zelenou barvu a pravděpodobně je vnímají jako odstíny žluté, červenou pak vidí jako hnědošedou nebo černou. Vnímají modrou barvu, ale nerozliší ji od fialové. U lidí se podobná vada vidění označuje jako deuteranopie. Je to proto, že mají v sítnici oka pouze dva druhy světlocitlivých receptorů – čípků. Třetí, který se vyvinul u primátů a který rozlišuje červenou a oranžovou barvu, byl potřeba k rozeznávání zralých plodů, což psi nepotřebují. Na druhou stranu, sítnice psího oka má více druhého typu fotoreceptorů ve tvaru tyčinek, které sice téměř nerozeznávají barvy, ale jsou citlivější. Psi tak dokážou rozeznat více stupňů šedi než lidé. Toto složení fotoreceptorů vzniklo proto, že vlci, ze kterých se psi vyvinuli, loví v noci a potřebují se spolehnout na citlivější zrak i při malém množství světla.

### Sluch
Rozsah slyšení zdravého psa, tedy frekvenční rozsah který pes vnímá jako zvuk, je větší než u lidí, psi vnímají zvuk o kmitočtech 40 Hz až 60 000 Hz. Taktéž nižší frekvence vnímají psi citlivěji než lidé. Sluchové schopnosti psů dále zlepšuje jejich ušní boltec, který je pohyblivý a pomáhá směrovat zvukové vlny do zvukovodu. Psí plemena se vztyčenýma ušima dokážou podvědomě napnout a částečně otočit každý z ušních boltců směrem, z kterého předpokládají šíření poslouchaného zvuku.

## Srst a zbarvení srsti
Obecně můžeme rozdělit psí srst do několika druhů:
- Dlouhá srst s podsadou je tvořena hustou kratší podsadou a pevnými pesíky, které přes ni přesahují.
- Hladká srst je tvořena krátkými a přiléhajícími chlupy.
- Hedvábná srst má dlouhé jemné pesíky a může být bez podsady, nebo s hustou jemnou podsadou. Náročná na péči, jinak plstnatí.
- Kudrnatá nelínající srst má kudrnaté jemné pesíky bez podsady. Upravuje se stříháním.
- Hrubá srst je tvořena hrubými silnými pesíky a velmi hustou podsadou. Upravuje se trimováním.
- Zvláštní druh srsti se nechává plstnatět a formuje se postupně do provazců nebo ploten.

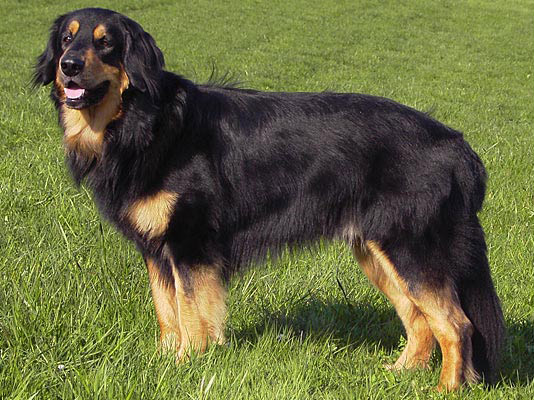
Dlouhá srst s podsadou hovawarta
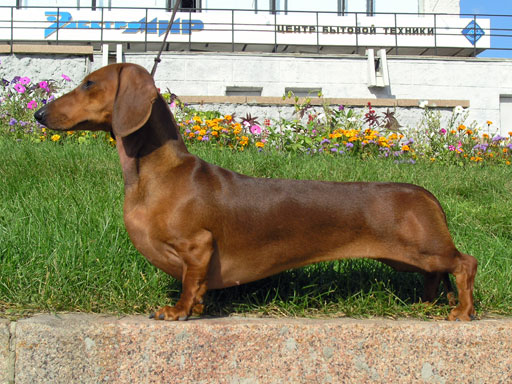
Hladkosrstý jezevčík
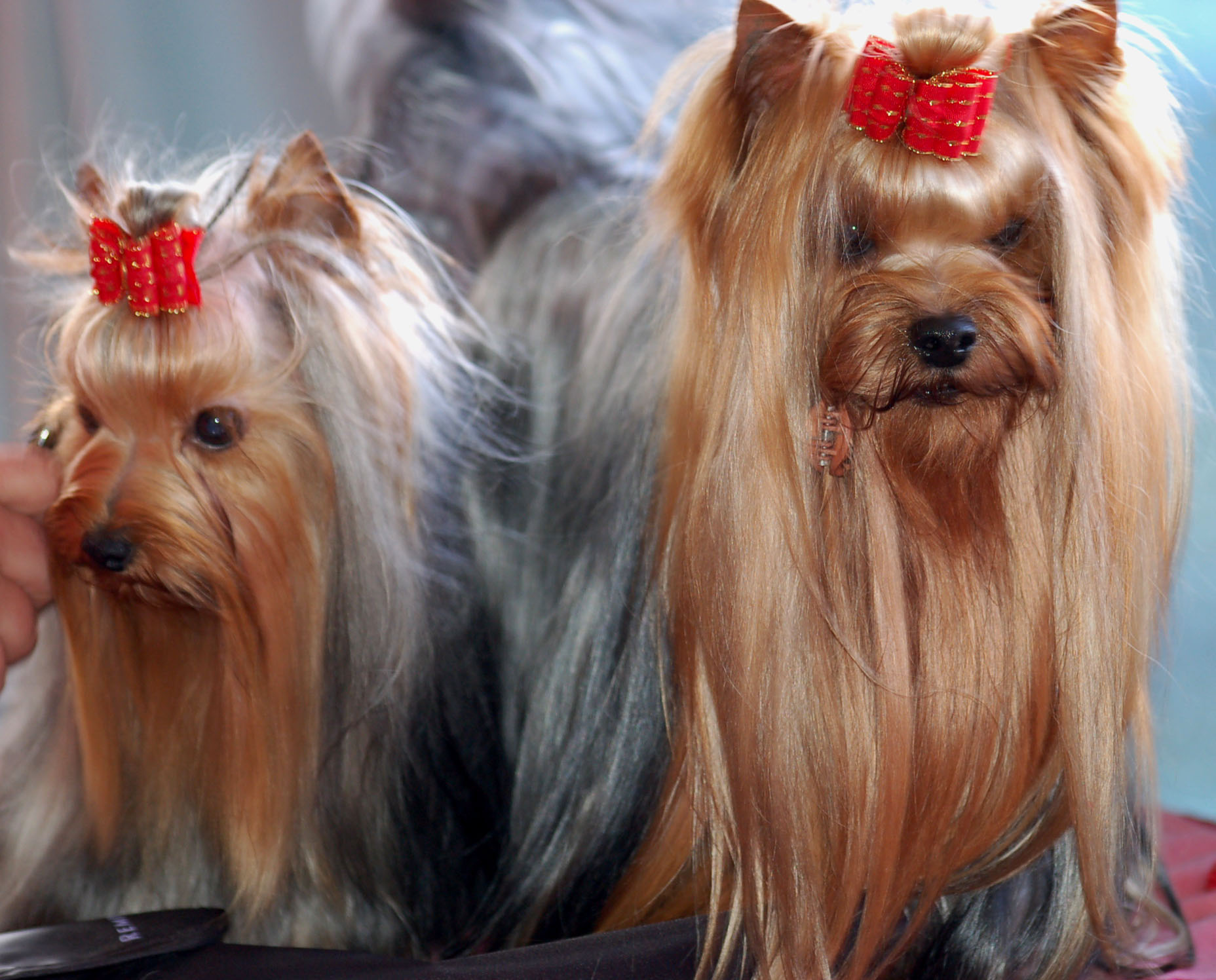
Hedvábná srst jorkšírského teriéra
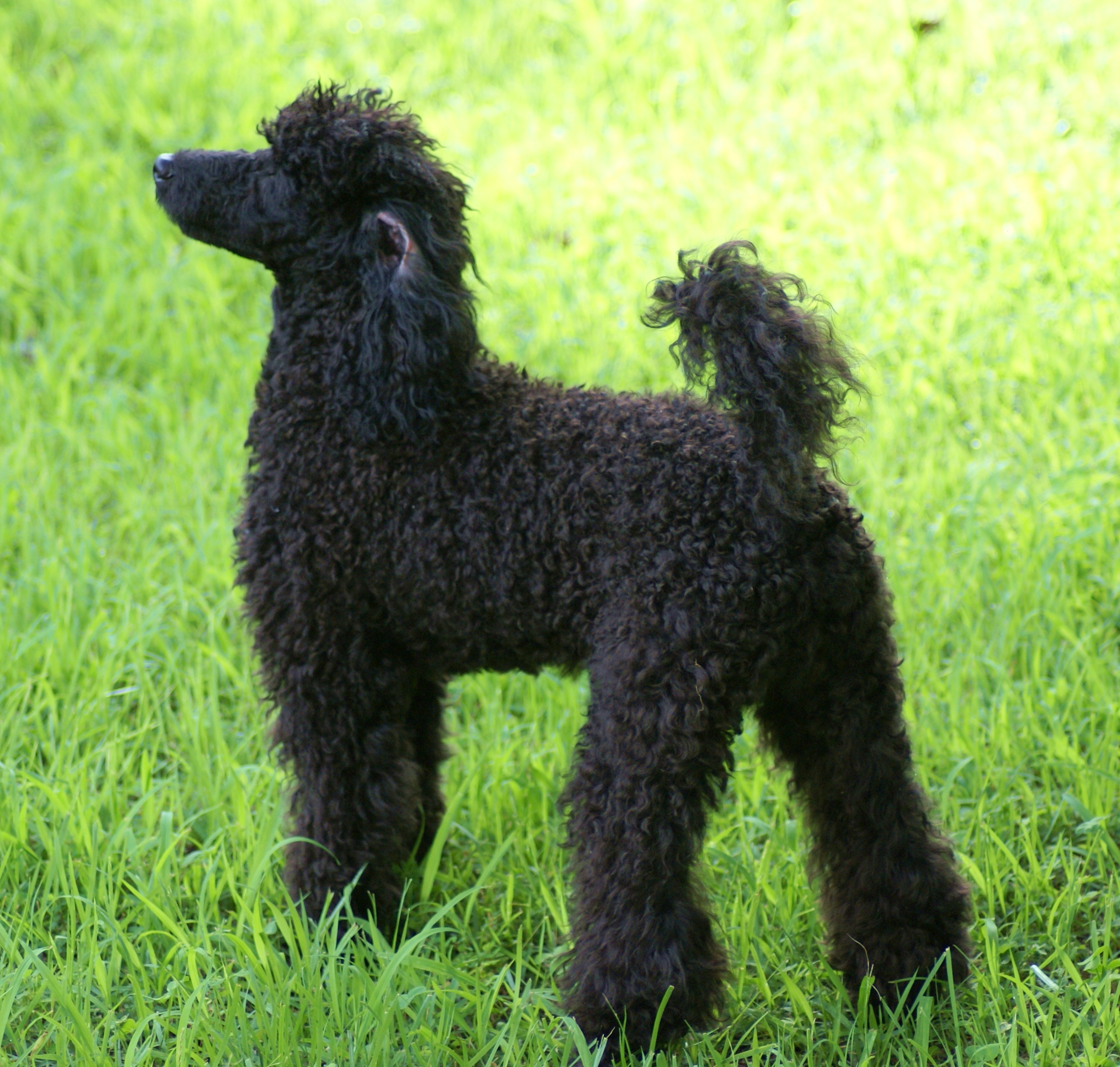
Kudrnatá srst pudla
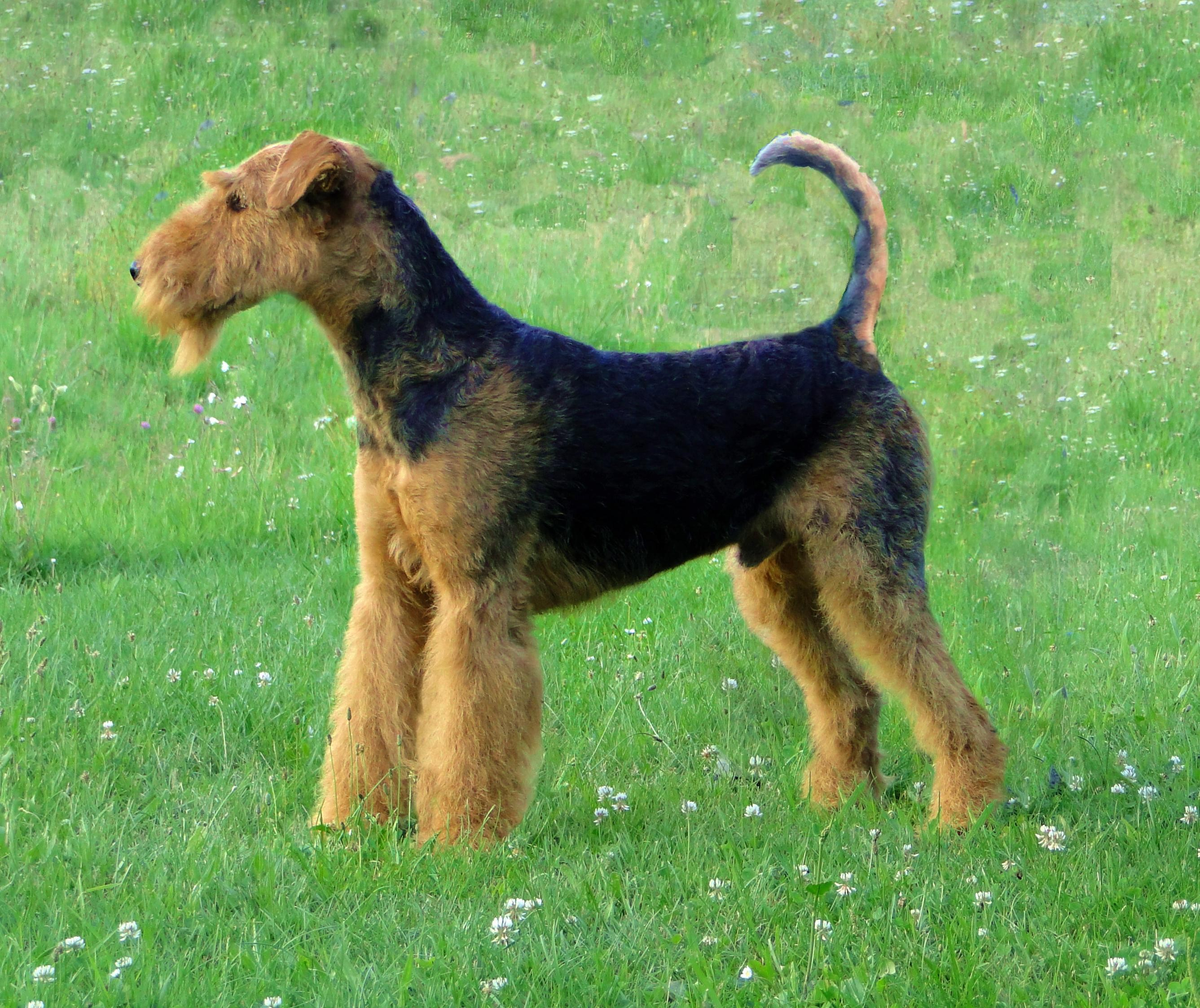
Hrubá srst erdelteriéra
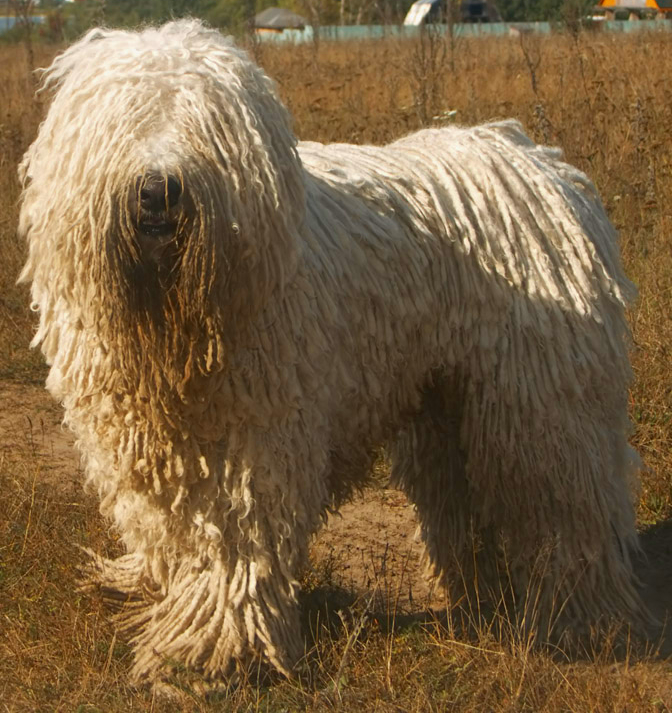
Komondor – zvláštní druh srsti
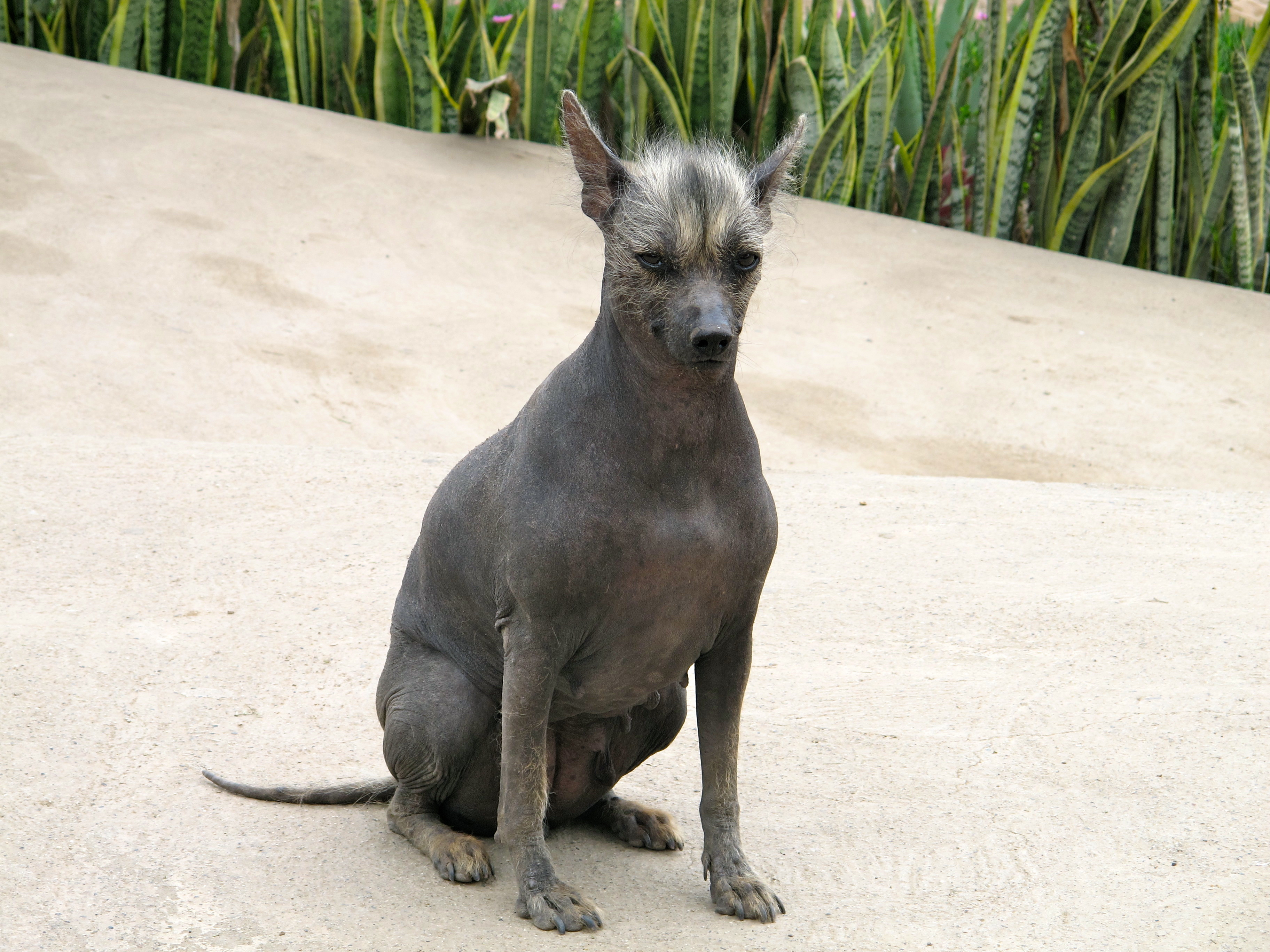
Peruánský naháč – bezsrstý pes

Všichni psi línají, obvykle 2× ročně. U kudrnaté a hrubé srsti se ale odumřelé chlupy zachycují v ostatních chlupech a samy nevypadávají.
Základem zbarvení srsti je pigment melanin, přesněji jeho formy, černý eumelanin a hnědý feomelanin. Výsledné zbarvení srsti je fenotypový projev účinku genů, které řídí druh produkovaného pigmentu, tvar pigmentových granulí, množství granulí v chlupu s jejich rozvrstvení. U psů je řízeno asi 12 geny z celkem 12 lokusů. Výsledná barva srsti je výsledkem vzájemného působení těchto genů, přičemž stejný fenotypový projev nemusí znamenat, že psi jsou stejného nebo alespoň podobného genotypu. Například černě zbarvený pes je většinou černý působením tzv. dominantní černé na lokusu K, jedná se o dominantní alelu, která potlačuje vznik feomelaninu. Pes s genotypem Kk a KK bude černý. Ovšem stejnou barvu srsti může mít i jedinec kk, bude-li zároveň recesivním homozygotem v aguti-sérii, tzn. aa kk. Podobně funguje i žluté zbarvení – může být dáno působením genu v aguti-sérii nebo v sérii Extension, nebo zbarvení bílé. Pro podrobnější informace viz článek Genetika zbarvení psů.

## Základy fyziologie psa
Počet dechů u malého psa se pohybuje v rozmezí 15 až 30 za minutu, u velkého psa pak mezi 10–20 za minutu. Krev psa tvoří asi 10 % jeho tělesné hmotnosti, psí srdce pak skoro 0,8% tělesné hmotnosti, což je více v porovnání s ostatními savci. Tepová frekvence u malých plemen se pohybuje mezi 90 – 120 pulsy za minutu, u velkých plemen 60–90 pulsů za minutu, u štěňat je normální tepová frekvence i 200 pulsů za minutu.
Pes je teplokrevný živočich a má stálou tělesnou teplotu mezi 37,5–39 °C. U štěňat může být fyziologická teplota až do 39,5 °C. Obecně nejvyšší teplota je naměřena večer, nejnižší ráno, mírně zvýšená teplota může být důsledek stresu, strachu nebo fyzické námahy zvířete. Tělesná teplota se zjišťuje pomocí teploměru zasunutého do konečníku psa, hodnocení povrchové teploty či vlhkosti nosní houby není směrodatné.

## Rozmnožování

### Říje
Feny pohlavně dospívají v 7. až 12. měsíci života. V tomto věku jsou schopné rozmnožovaní, i když krytí se při prvním hárání nedoporučuje z vícerých důvodů. Prvním z nich je nedokončený vývoj kostry a s tím související nedostatečný prostor v pánvi. Dalším je pozastavení tělesného vývoje feny při březosti. Často se můžeme setkat s názorem, že při prvním hárání fena nemůže zabřeznout. Jde o mylný názor. První hárání může mít jiný průběh než pozdější hárání, může byť i kratší, fena je však schopná počít mladé. Hárání rozdělujeme do tří fází:
- První fáze se nazývá proestrus. V tomto období dozrávají ve vaječníkách folikuly a dochází ke zduření pochvy. Feny si zvyknou častěji močit, případně jsou přítulnější. Ke konci tohoto období se objevuje světlečervený krvavý výtok z pochvy způsobený praskáním cév sliznice. Toto období trvá přibližně 10 dní.
- Navazuje na něj další období, odborně nazývané estrus, nebo též období vlastní říje. Praskají folikuly, uvolňují se vajíčka a výtok se z červené mění na hnědou. Ke konci estra je fena ochotná kopulovat. Některé feny si zvyknou být neposlušné, vyhledávají psí společnost.
- Druhá fáze plynule přechází do další fáze nazývané metestrus. Je to období konce říje. Na vaječnících vzniká žluté tělísko, které hormonálně udržuje březivost a sliznice dělohy je připravená přijmout oplodněná vajíčka. Při úspěšném krytí přechází říje do březosti. V případě, že krytí neproběhlo, přejde fena do stádia pokoje, tzv. anestrus.

Celé období říje trvá od tří do čtyř týdnů. Pes má diestrický cyklus – to znamená, že se říje vyskytuje u psů dvakrát ročně. Feny hárají zpravidla začátkem jara a koncem léta.

### Páření

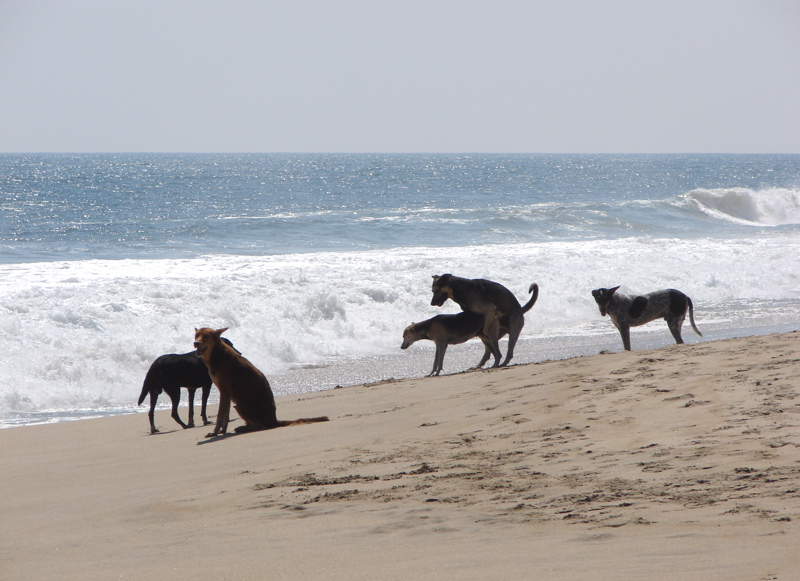
Předehra

Páření (krytí) je složitý reflexní děj, který tvoří celá řada podmíněných a nepodmíněných reflexů. Při páření dochází k zasunutí ztopořeného údu psa do pochvy feny.
Vlastní páření dělíme na tři fáze: 1. předehra, 2. akt páření, 3. svázání.
1. Předehra slouží k seznámení se zvířat. Psi pobíhají, hrají si a fena hravě psovi uniká při jeho pokusech přejít do další fáze páření.
2. Akt páření začíná plynulým přechodem z předešlé fáze. Fena je připravená přijmout psa, rozkročí zadní nohy, ohne ocas na bok. Za příznivých podmínek dochází k zasunutí částečně ztopořeného penisu do pochvy. Táto fáze trvá jen několik sekund a plynule přechází do fáze svázání.
3. Svázání je fáze, při které dochází k enormnímu zvětšení penisu (především jeho části nazývající se uzel), což zabezpečí přechod dávky semene do pochvy a následně dělohy feny. Ejakulace semene probíhá u psa po kapkách v sekundových až třísekundových intervalech během celého průběhu fáze a skládá se ze tří frakcí – prostatické, spermatické a opět prostatické. Během svázání přehodí pes zadní nohu přes hřbet feny a oba zůstávají stát se zadky přitisknutými k sobě. Fáze svázání může trvat až půl hodiny, obvykle to však bývá méně.

### Březost
Březost feny trvá průměrně 63 dní. Průběh březosti je velmi individuální. Některé feny na začátku březosti mění své chování – jsou mazlivější, víc jedí. U jiných se zase projevuje nechutenství. Několik dní před porodem dochází ke zvětšení mléčných žláz a ke zduření pochvy. Feny si zvyknou omezit pohybovou aktivitu, přijímají méně potravy a v připravené porodní bedně si vyhrabávají brloh.

### Porod
Porod probíhá ve třech fázích a trvá od 6 do 12 hodin, případně déle. První fáze porodu se projevuje nepokojem feny, jejíž míra je velmi individuální. Ve druhé fázi dochází k otevření krčku dělohy. Třetí fáze porodu začíná vypuzením plodu a končí porodem placenty. Plody jsou uloženy ve dvou placentách, přičemž první plodový obal praská už v porodních cestách. Z druhé placenty vysvobozuje matka štěně lízáním, případně překousnutím. Pupeční šňůru taktéž fena přehryzne.

### Štěně

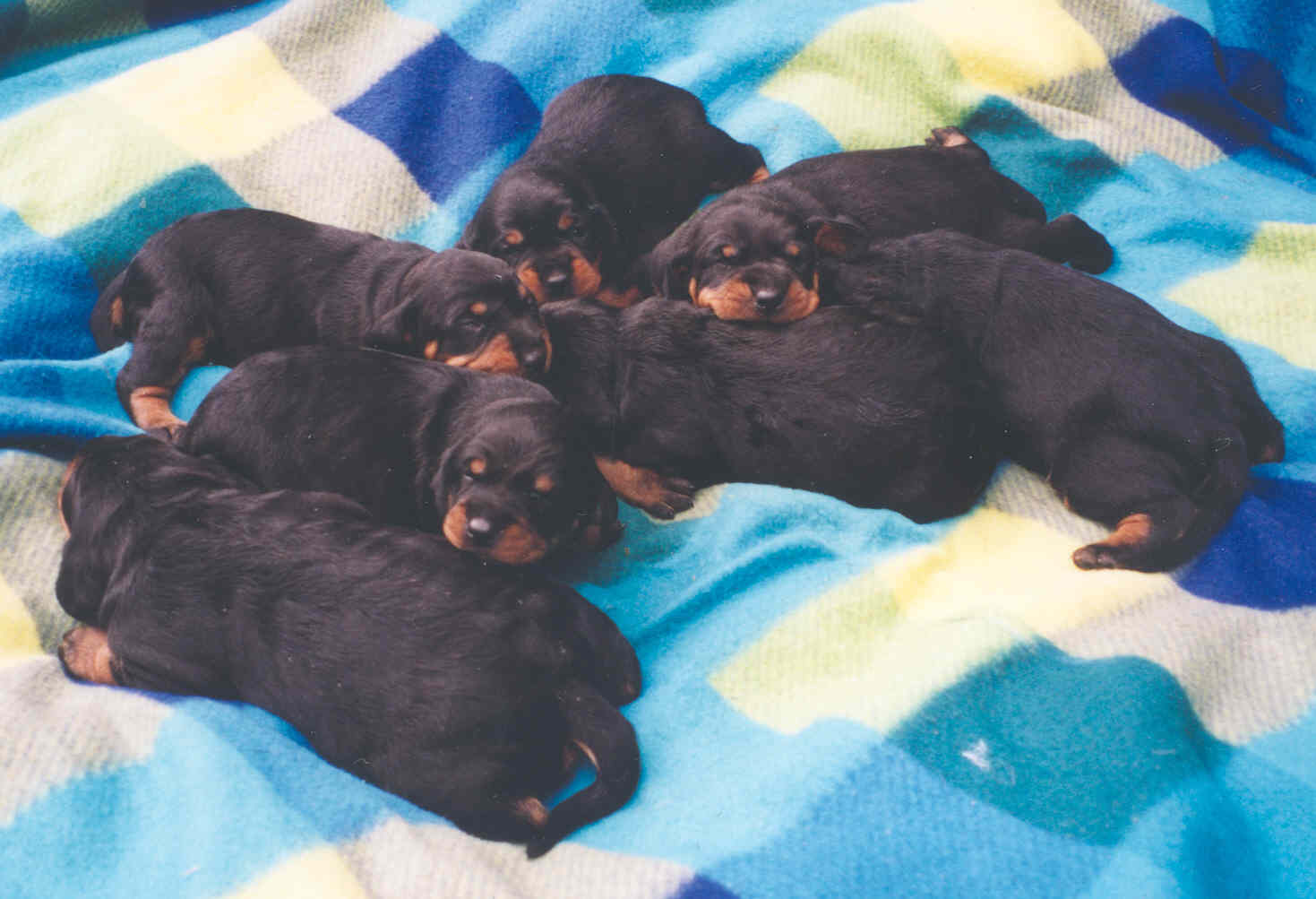
Štěňata polského nížinného ovčáka

Štěňata se rodí slepá a hluchá, nemají ani vyvinutý čich. Mají dobře vyvinutý sací reflex. Dokážou se přesouvat na kratší vzdálenost lezením, neumí se však postavit. 12 dnů po narození otevírají oči. V přibližně 20. dni života začínají reagovat na zvukové a čichové podněty. V období mezi třetím a dvanáctým týdnem se jim zdokonalují smysly a začínají být sociálně aktivní. Toto období je velmi důležité z hlediska socializace, tj. navykání štěňat na různé živočišné druhy. Mezi 6. a 8. týdnem je vhodné období na odchod štěňat k novým majitelům. Třetí až šestý měsíc života je důležitý pro výchovu a výcvik, protože je ochotné a schopné rychle se učit. Mezi šestým měsícem a rokem života přichází psí puberta, která pro chovatele-začátečníky představuje jedno z nejhůře zvladatelných období, protože pes se snaží v hierarchii propracovat výše. Ustalování charakterových vlastností psa probíhá přibližně do třetího roku jeho života.

## Chování psa
Chování dospělého psa je zčásti dáno jeho geneticky danými vlastnostmi, jako je typ nervové soustavy, temperament a instinkty, které jsou dále modifikovány během socializace a učením. Pes je mentálně zhruba na úrovni dvou až dvouapůlletého dítěte, do určité míry je schopen řídit se racionálním plánem nezávislým na vrozených vzorcích chování a vykazují znaky elementární rozumové činnosti.
Chování je také to, čím se domácí pes nejvíce odlišuje od vlka, a to v důsledku domestikace a s ní spojenou dlouhodobou selekci na určitý typ chování. Pes v tomto směru vykazuje silné znaky neotenie, což se stav, kdy vzorce chování mláďat, v tomto případě vlčat, přetrvávají až do dospělosti. Psi, na rozdíl od dospívajících vlků, nemají tendenci opouštět svou smečku ani přebírat vedení smečky stávající, jsou mnohem méně dominantní, a jejich lovecké pudy jsou do jisté míry potlačeny a modifikovány.

### Vrozené chování

#### Temperament

Typy vyšší nervové činnosti

Každý pes má vrozený určitý typ vyšší nervové činnosti, temperament, který se dá charakterizovat jako souhrnný projev podmíněných i nepodmíněných reflexů a určuje míru vzrušivosti, způsob reakce na podněty a délku trvání této reakce. Ve svém důsledku ovlivňuje rychlost a ochotu k učení psa, přizpůsobivost k podmínkám prostředí i emoce psa.
Čtyři základní typy vyšší nervové činnosti se ve své základní čisté podobě příliš často nevyskytují, rozlišují se řady mezitypů. Obecně je ale možné tvrdit, že pes sangvinik je ideálním psem, který je dobře pohyblivý, rychle reaguje na podněty, ale jeho projevy jsou vyrovnané, není zbrklý. Nenechá se vyprovokovat k extrémním agresivním nebo naopak obranným reakcím, pracuje radostně a ochotně. Je přizpůsobivý, nebojácný, lehce se vychovává a cvičí. Vyrovnaný a pomalý typ, flegmatik, je pomalejší a těžkopádnější, jeho výcvik trvá déle, reflexy se vytvářejí pomaleji, stejně tak je pomalejší střídání vzruchu a útlumu. Obecně se jedná o přátelské a nekonfliktní psy. Pes flegmatik je ideální společník do rodin.
Nevyrovnaný, silný, dráždivý pes, cholerik, u kterého převažují reflexy vzruchu nad reflexy útlumu, naopak jako společník není příliš vhodný. Vyniká hbitostí a neúnavností a typická je pro něj aktivní obranná reakce, má sklony k agresivitě a dominantnímu chování. V rukách zkušeného psovoda může být dobrým pracovním psem, vynikající v dynamických sportech, jako je obrana nebo agility, při špatném vedení se z takového jedince snadno stane nezvládnutelný pes.
Pes melancholik se slabým typem nervové činností je plachý až bázlivý, nesnáší a nedokáže se přizpůsobit silným podnětům a v běžných situacích má naopak nedostatečný útlum a může reagovat až hystericky. Jsou labilní, lekaví, převládá pasivní obranná reakce. Často to bývají uštěkaní, nebo naopak tiší a plaší psi vykazující známky nejistoty. Má sklony k žárlivé závislosti na majiteli. Při důkladně socializaci během štěněcího věku může být melancholik dobrým společníkem v tiché rodině nebo u osaměle žijícího člověka, k práci se ale nehodí.

#### Etogram psa
Etogram je souhrnný popis inventáře vrozeného chování zvířete. Představuje souhrn funkčních okruhů chování, které má pes vrozené, instinktivní.

##### Lovecké chování

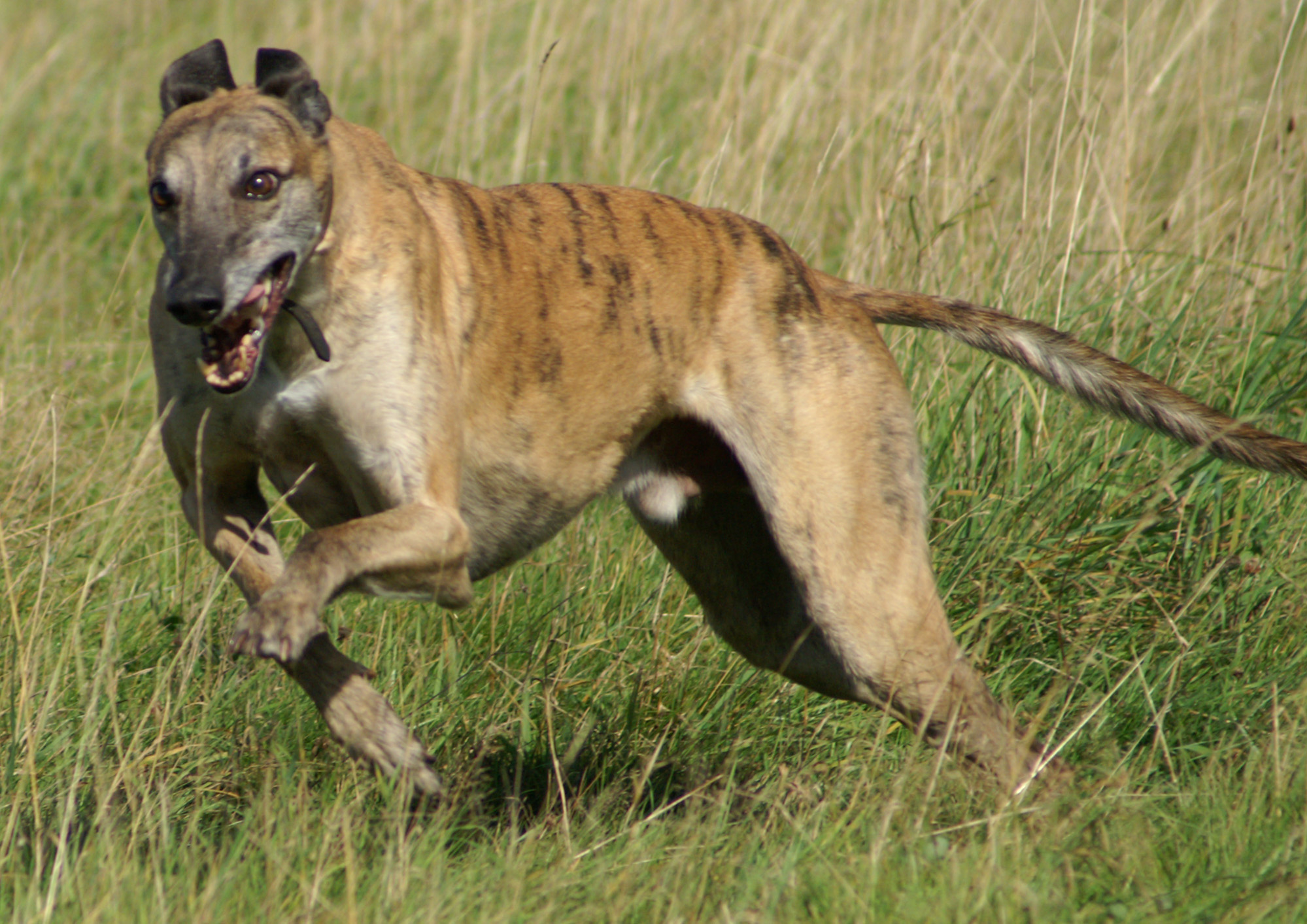
Běžící greyhound

Lovecké chování je funkční okruh chování psa, který byl nejvíc změněn v průběhu domestikace. Samotný základ loveckého chování je dědičný, učením se jen upevňuje nebo do určité míry tlumí. Dědičné vlohy k určité formě loveckého chování jsou předmětem dlouhodobé selekce psa k vykonávání určité práce. U vlků na lovu probíhá celý řetězec navzájem na sebe navazujícího chování: při lovu malé kořisti je sekvence tvořena fixováním nalezené kořisti očima, plížením se směrem ke kořisti, rychlým výpadem a smrtícím zákusem, často ještě se zatřepáním. Loví-li vlci velkou kořist, pořadí je následující: stopování kořisti – štvaní – stržení kořisti – usmrcení. Celý program se u domácích psů vyskytuje poměrně vzácně, běžně například u basenjiho, u severských psů a některých teriérů. Není náhoda, že se jedná o psy s poměrně vlčí fyziognomií, často se vzpřímenými ušními boltci, kteří bývají dominantní a hůře cvičitelní. Znaky neotenie jsou u nich totiž vyjádřené méně než u jiných plemen. Podobně je tomu u chrtů, u kterých je lovecké chování rovněž upevněno, chrti ochotně vyhledávají kořist a štvou ji, ale řetězec chování je nedokončen, u chrtů chybí chování vedoucí ke stržení kořisti a jejímu zabití.

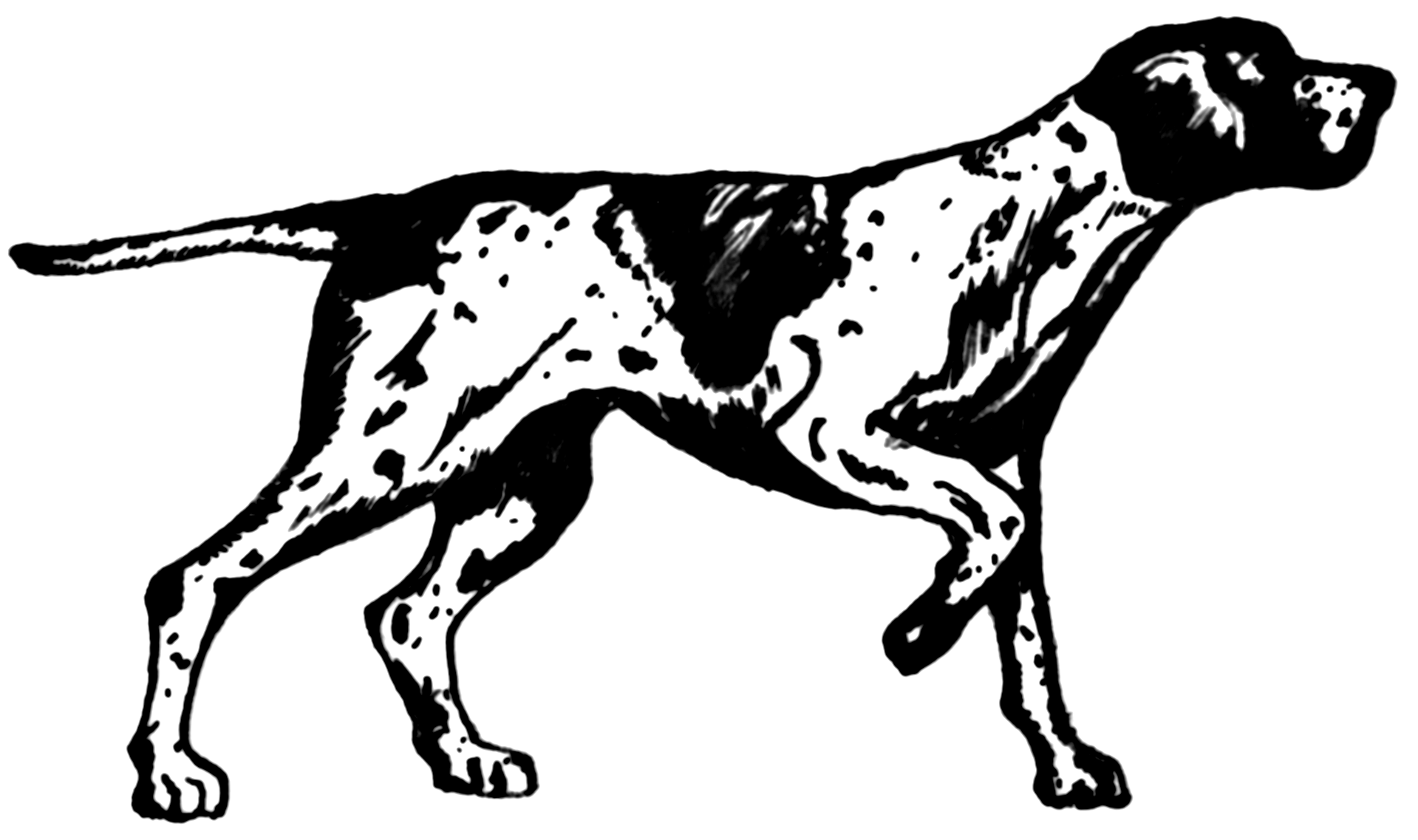
Kresba vystavujícího pointra

Ohaři mají rovněž velký lovecký pud, ale tento už je výrazněji modifikován. Pes vyhledá kořist, ale namísto jejího štvaní jí tzv. vystaví – strne v charakteristické pozici směrem ke zvěři a tak vůdce upozorní na její přítomnost. Upozornění na výskyt kořisti je úkol mladých vlků – u ohařů bylo toto chování dlouhodobým umělým výběrem posíleno a doba vystavování prodloužena. U ohařů, setrů a pointrů se selekce na juvenilní chování během lovu s člověkem projevuje středně vyjádřenou neotenií, jsou to psi s dospělými proporcemi, ovšem uši bývají klopené.
Instinktivní program lovu malé kořisti je základem přinášení. Ochota aportovat je vrozená vlastnost psa, během výcviku se instinkt jen dále modifikuje. Rozenými přinašeči jsou retrívři, naopak plemena, kde jsou lovecké pudy nežádoucí, se učí aportovat hůře až těžko. Program lovu velké kořisti je zase využíván při nácviku obrany, kde se využívá instinkt stržení kořisti jako pevný zákus do rukávu.
Ovčáci mají vrozené vlohy k pasení – to je rovněž silně pozměněné lovecké chování, při kterém pes využívá svou schopnost fixovat dobytek očima („eye“), pomalé plížení a rychlé výpady ke shánění stáda dohromady a přehánění určitým směrem. Ovčácká plemena mají obvykle vzpřímené uši, při manipulaci se stádem jim to totiž dává výhodu – silueta šelmy se vzpřímenýma ušima jim pomáhá lépe stádo ovládat, dobytek má větší respekt.
Psí plemena vyšlechtěná ke střežení, jako jsou pastevečtí psi nebo špicové, mají lovecké pudy výrazně potlačeny. Neotenické znaky jsou nich vyjádřeny silně a vzhledem jsou podobní vlčatům – většinou mají klopené uši, kratší čenichovou partii, v poměru k tělu větší a kulatou hlavu. Vetřelce označují štěkáním, čímž přivolávají nadřazené členy smečky – člověka.
U malých společenských psů také v mnoha případech došlo k potlačení loveckého chování, ovšem z jiného důvodu – společníci člověka šlechtěni pro svou „roztomilost“ začali vykazovat výraznější znaky neotenie, jako je stočený ocas, krátký nos a velké, dopředu směřující uši, a potlačení loveckých pudů bylo jen důsledkem této selekce na vzhled.

##### Obranné chování
Jedním ze základních skutečností vycházejících z obranného chování je tzv. útěková vzdálenost – individuálně odlišná vzdálenost od pociťované hrozby, kterou se pes bude snažit zachovat. Čím větší je vyvolaný strach psa, tím je útěková vzdálenost delší. Pes se bude snažit o udržení vzdálenosti i za cenu útěku, ale dojde-li k přiblížení podnětu na kritickou hranici, u psa se rozvine obranná reakce.
V zásadě rozlišuje dva typy obranné reakce. Aktivní obranná reakce je charakteristická aktivním snažením psa vyhnout se hrozbě – může se jednat o uskočení, či o útěk, ovšem nemá-li pes možnost útěku, může vyústit v obranný útok. Při pasivní obranné reakci je pes doslova paralyzován strachem. Uhýbá pohledem, přitiskne se k zemi či se schovává za psovoda, výrazná je strachová mimika obličeje, v extrémním případě se může pes pomočit. Při vystupňování situace se může objevit pseudoagresivní chování, kdy pes kouše ze strachu. Pasivní obranná reakce je projevem slabé nervové soustavy, viz nahoře, pes melancholik.

##### Teritoriální chování

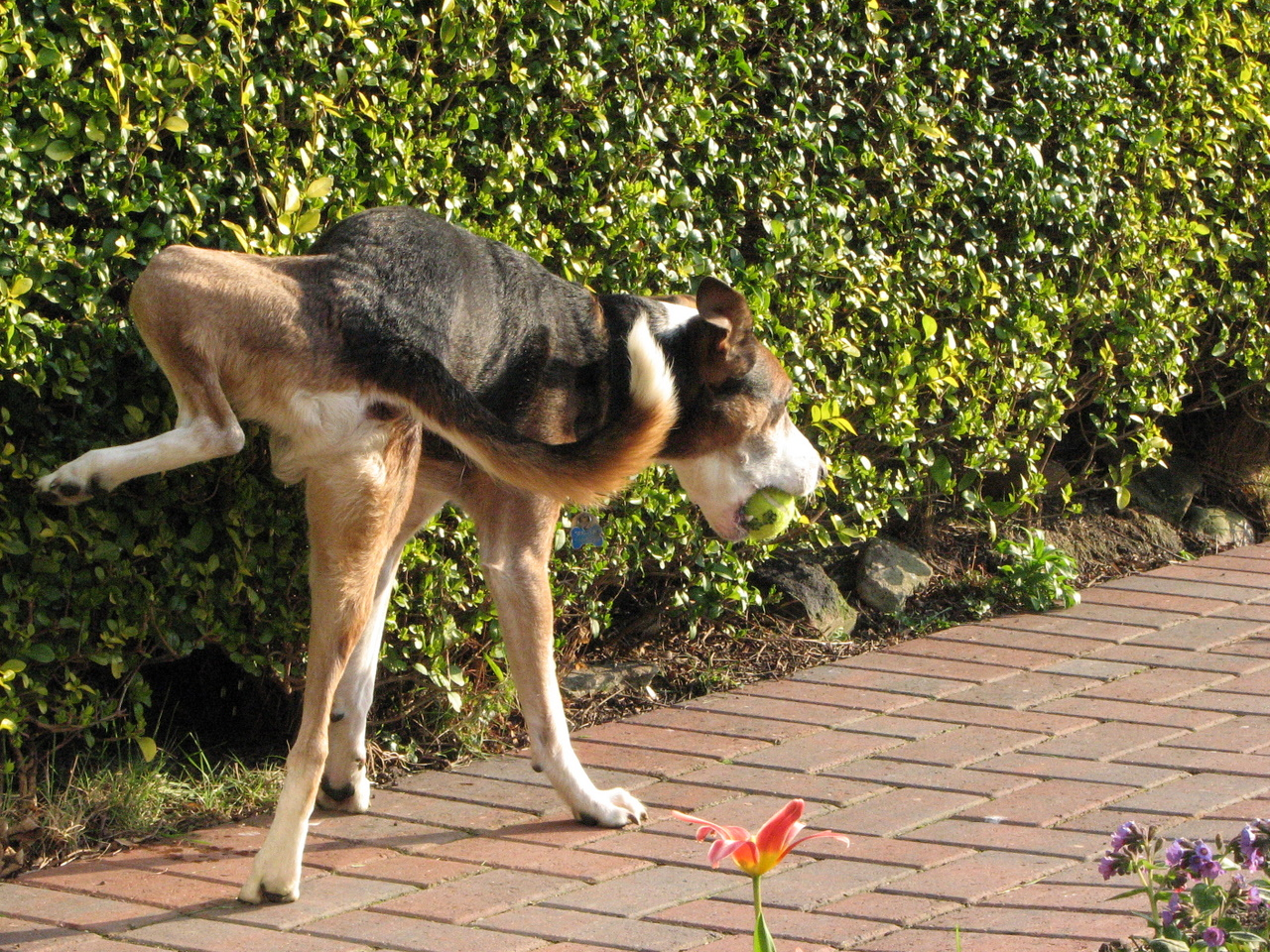
Pes značkující močí

Pro psa je zcela přirozená a instinktivní potřeba hájit si vlastní teritorium, tedy území, které pes považuje za své. Projevem teritoriálního chování je teritoriální agrese – pes aktivně brání své teritorium před cizími jedinci vlastního druhu a před cizími lidmi – a označování teritoria močí, trusem a hrabáním.
Teritoriálního chování psa využívá člověk od nepaměti – určitá plemena psů jsou vyšlechtěna pro ochranu a obranu lidí i majetku a teritoriální agrese je u nich zvlášť rozvinutá, tito psi hlídají instinktivně a bez výcviku. Příkladem jsou pastevečtí psi, rotvajler, hovawart.
V teritoriálním chování existují jisté rozdíly mezi pohlavími, dospělí samci označují své teritorium močí, dospělé samice obvykle značkují jen při hárání jako projev sexuálního chování.

##### Potravní chování
Pes přijímá potravu hltavě, po velkých kusech, má žaludek s velkou schopností se roztáhnout a velice snadno zvrací. Vlci v žaludku přenášejí potravu na místo, kde ji mohou v klidu zkonzumovat, zahrabat nebo jí přinášejí vlčatům. U psů část tohoto chování zůstala zachována jako atavismus – zahrabávání potravy na dobu nouze, zvracení potravy štěňatům, stejně tak požírání zdechlin, u domácích psů obvykle nežádoucí chování, je běžným potravním chováním vlka, který zkonzumuje všechno, co najde.
Podle některých údajů dokážou jistá plemena psů vydržet bez jídla celé týdny, v extrémním zaznamenaném případě pak až 117 dní.

##### Hravé chování
Psi si, na rozdíl od vlků, hrají rádi až do vysokého věku – opět se jedná o projev neotenie. Solitární hra není pro psa, jakožto sociálně žijící zvíře, příliš typická – vyskytuje se spíš u štěňat, u dospělých psů je příznakem osamělosti a nudy. Při této hře si pes hraje s předmětem představujícím kořist, nebo s částí vlastního těla. Hrabání v zemi nebo hra s kameny je rovněž příkladem solitární hry. Při dlouhodobém chybění sociálního partnera ke hře a nedostatku vybití se může ze solitární hry vyvinout stereotypní chování projevující se olizováním pacek, honěním vlastního ocasu nebo ničením předmětů.
Sociální hra, kdy si pes hraje s člověkem nebo s jiným psem, je pro psa přirozenější. První náznaky sociálních her se objevují už u jeden měsíc starých štěňat, nejintenzivněji si hrají 6–8 týdnů stará štěňata. Sociální hra psů má svá pravidla – začíná výzvou ke hře, která typicky sestává z hravé poklony, kdy se pes položí na zem přední částí těla, přičemž zadek zůstává ve vzduchu. K výzvám ke hře patří i hopsavé úskoky směrem k partnerovi, zvedání packy, přehnané pohyby. Výzvy ke hře se opakují i v průběhu samotné hry, čímž psi potvrzují, že se stále jedná o hru.
Základními typy sociálních her jsou hravé kousání, kdy psi naznačují boj, zákus do krku či plecí, vycenění zubů či vrčení, dále hravé zápolení, kde je cílem srazit partnera k zemi, hravé honičky. Zvláštním druhem her jsou sexuální hry, kdy na sebe psi naskakují a předvádějí kopulační pohyby. Psi znají rovněž hlasové komunikační hry, kdy se štěkáním ve vysoké tónině navzájem provokují k další hře.
- Hrající si pudlové

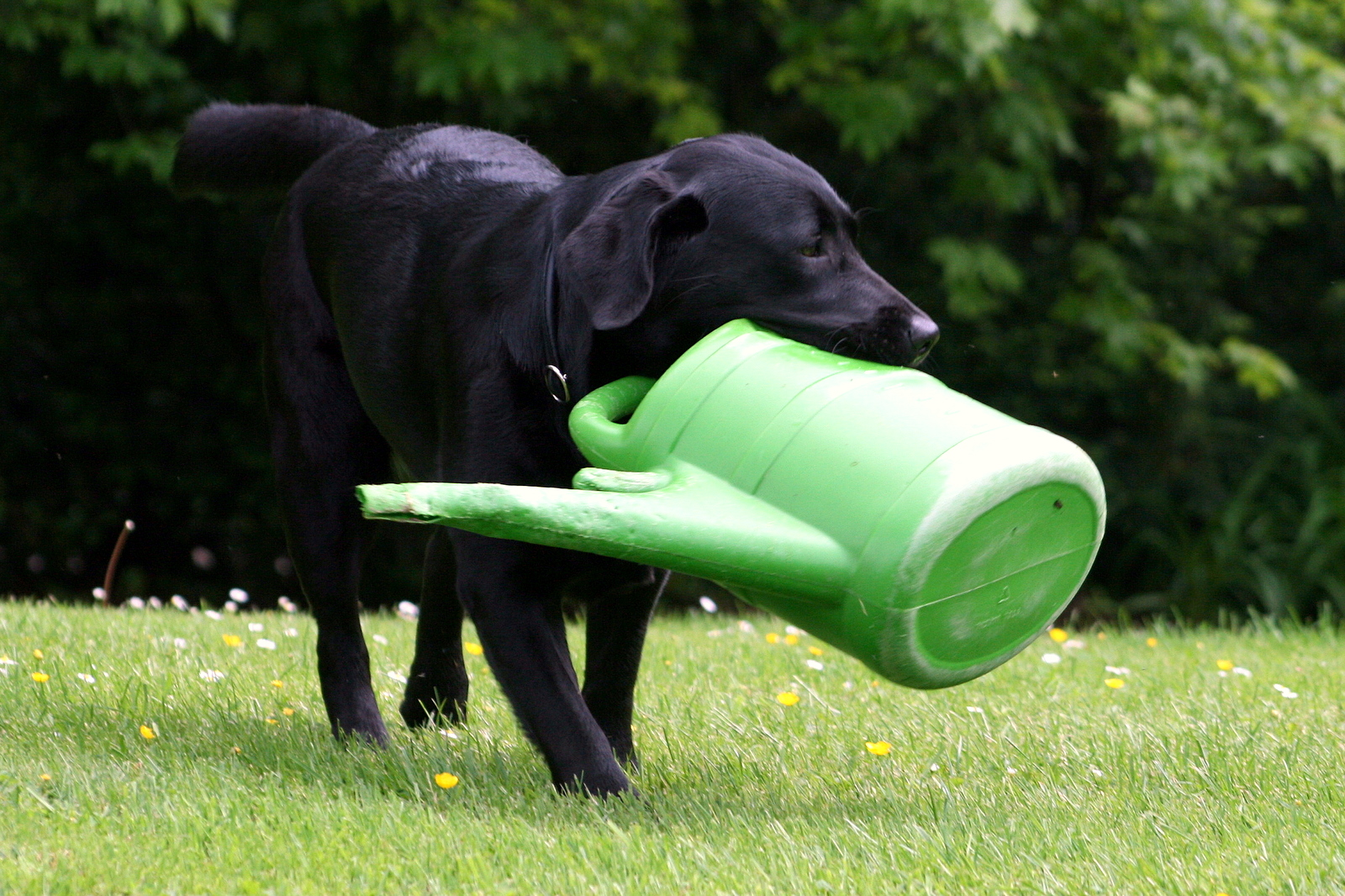
Soliterní hra s předmětem
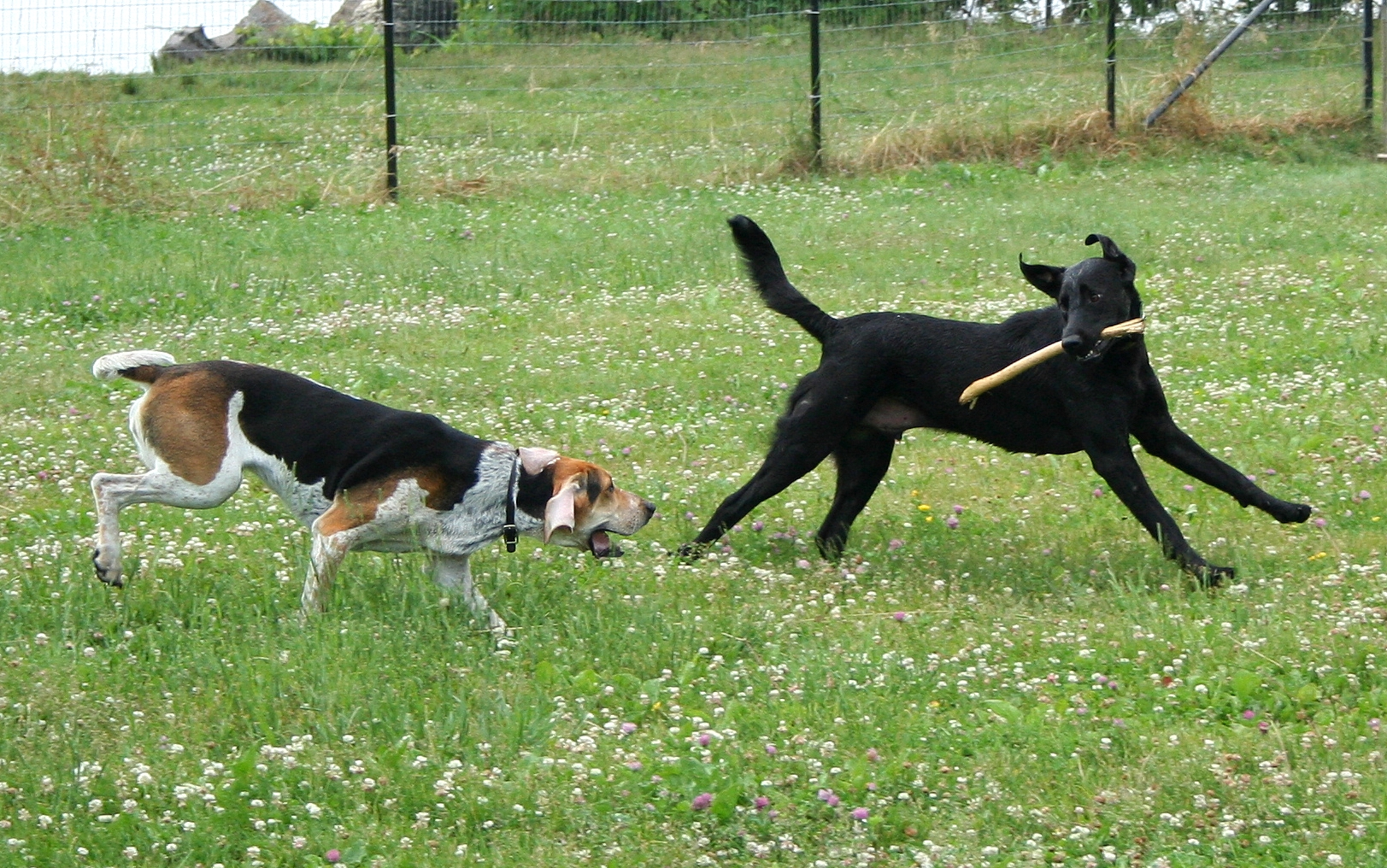
Hrající si psi – honička
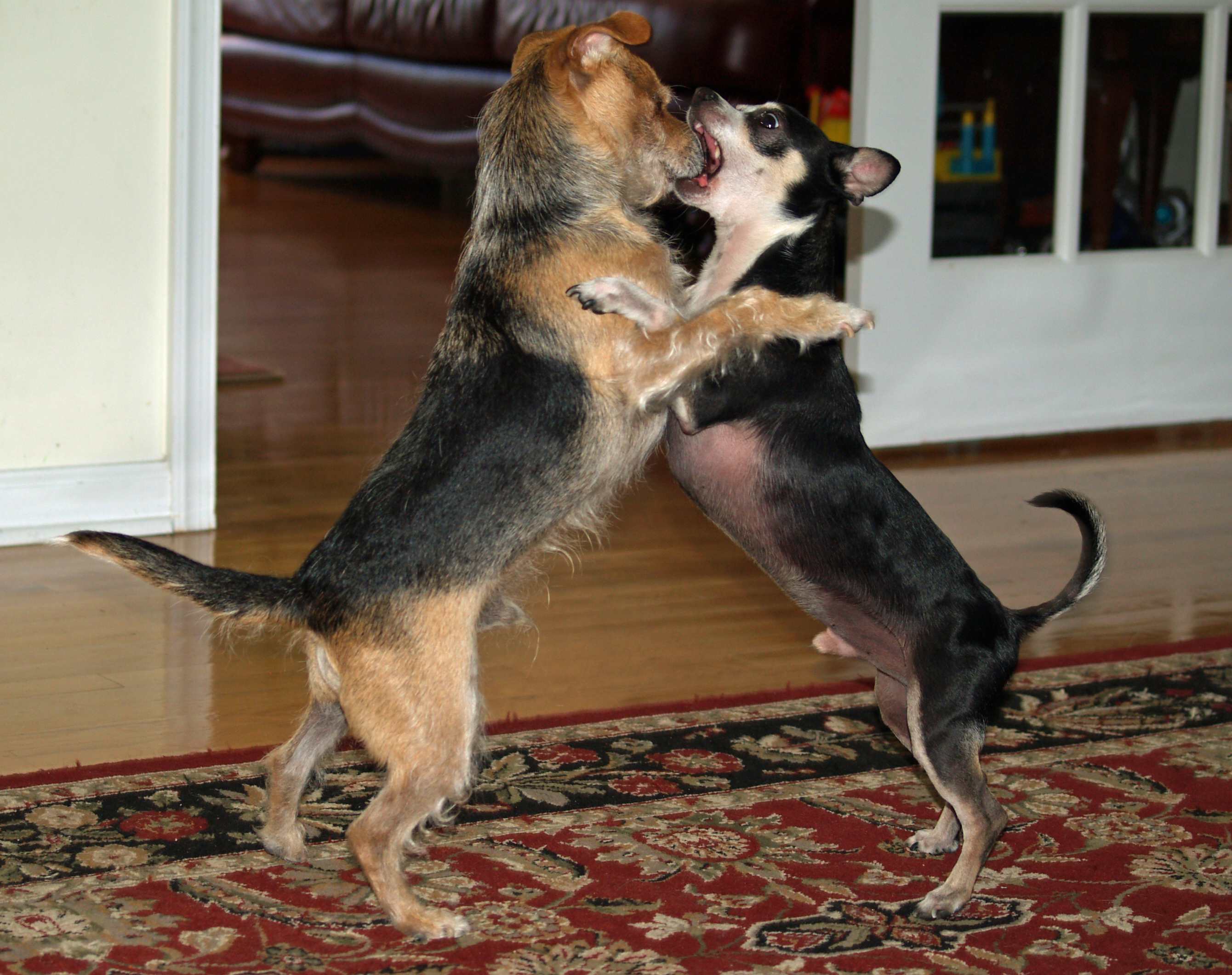
Hravé zápolení

##### Sociální chování
Pes je sociální tvor, dobře vybavený k životu ve společnosti – smečce. S jedinci svého druhu a s člověkem psi komunikují pomocí širokých výrazových prostředků, řečí těla vyjádřenou polohami těla, ocasu, hlavy, uší či pysků, pohledem a ritualizovanými gesty, zvukovými a pachovými signály. Sdělení není dáno jen jednou částí těla – například vrtění ocasu obecně znamená jen vzrušení, má-li pes přátelské úmysly je dále vyjádřeno tím, držením ocasu – nízko nebo vysoko, polohou uší, pysků.
Psi jsou přirozeně naladěni ke komunikaci s člověkem – při řešení problémů se obrací k člověku a už štěňata jsou schopna rozumět lidským gestům, jako je naznačování očima a ukazování prstem. Dalším přizpůsobením se životu s člověkem je štěkot – dospělí vlci neštěkají, štěkání není vlastní ani primitivním psům, ale prošlechtění psi používají štěkání zcela přirozeně, a to téměř výhradně ke sdělování informací lidem.
Pro psa je přirozené respektovat člověka jako vůdce – jen velmi málo psů je přirozeně dominantních natolik, aby sami usilovali o vedoucí postavení. V případě nedůsledného, nedostatečného vedení, při rozmazlení psa a jeho polidšťování ale pes může cítit absenci vůdce a následně se sám postaví do jeho role.

### Získané chování
Získané chování psa se vyvíjí až během jeho života na základě učení. Průměrný pes se dokáže naučit 165 slov a nadprůměrně inteligentní psi až 250 slov, psi dokážou počítat do čtyř nebo pěti a registrují chybný výsledek při jednoduchých počtářských úlohách, jako je 1+1=1 nebo 1+1=3.

#### Socializace
Pro psa je velmi důležité vtištění, které probíhá od 3. do 7. týdne věku štěněte, jinak také raná socializace. Během této doby se štěně seznamuje se všemi věcmi, které v dalším životě bude vnímat jako běžnou součást prostředí, štěně, které není v této fázi v těsném kontaktu s člověkem nikdy nebude přítulné, naopak štěně, které si člověka vtiskne jako příslušníka vlastního druhu, má předpoklady stát se dobrým společníkem člověka, nezanedbaná socializace může příznivě ovlivnit i některé negativní vrozené vlastnosti psa, jako je slabý nervový typ. Období rané socializace plynule přechází do socializačního období, které trvá asi do 12. týdne věku. Během této doby dochází k osvojování sociálních návyků a upevňování sociálního chování, štěně během hry poznává schopností svého těla i vlastnosti okolních předmětů a pokračuje rovněž návyk na zvuky a situace, které pak v dospělosti nebudou u psa vyvolávat strach. Špatná zkušenost v tomto období naopak může vést ke strachu trvalému.

#### Podmiňování
Učení podmiňováním je u psů hlavním procesem, kterým dochází k vytvoření získaného chování. Klasické podmiňování je se psy přímo spjato, a to díky výzkumům ruského fyziologa a nositele Nobelovy ceny, I. P. Pavlova. Původně zcela neutrální podnět, v tomto případě zazvonění zvonku nebo rozsvícení žárovky, se ve spojení s podáváním potravy mění ve spouštěč chování – stává se z něj podnět podmíněný. Psi po vystavení podmíněnému podnětu sliní, i když potravu nedostanou.

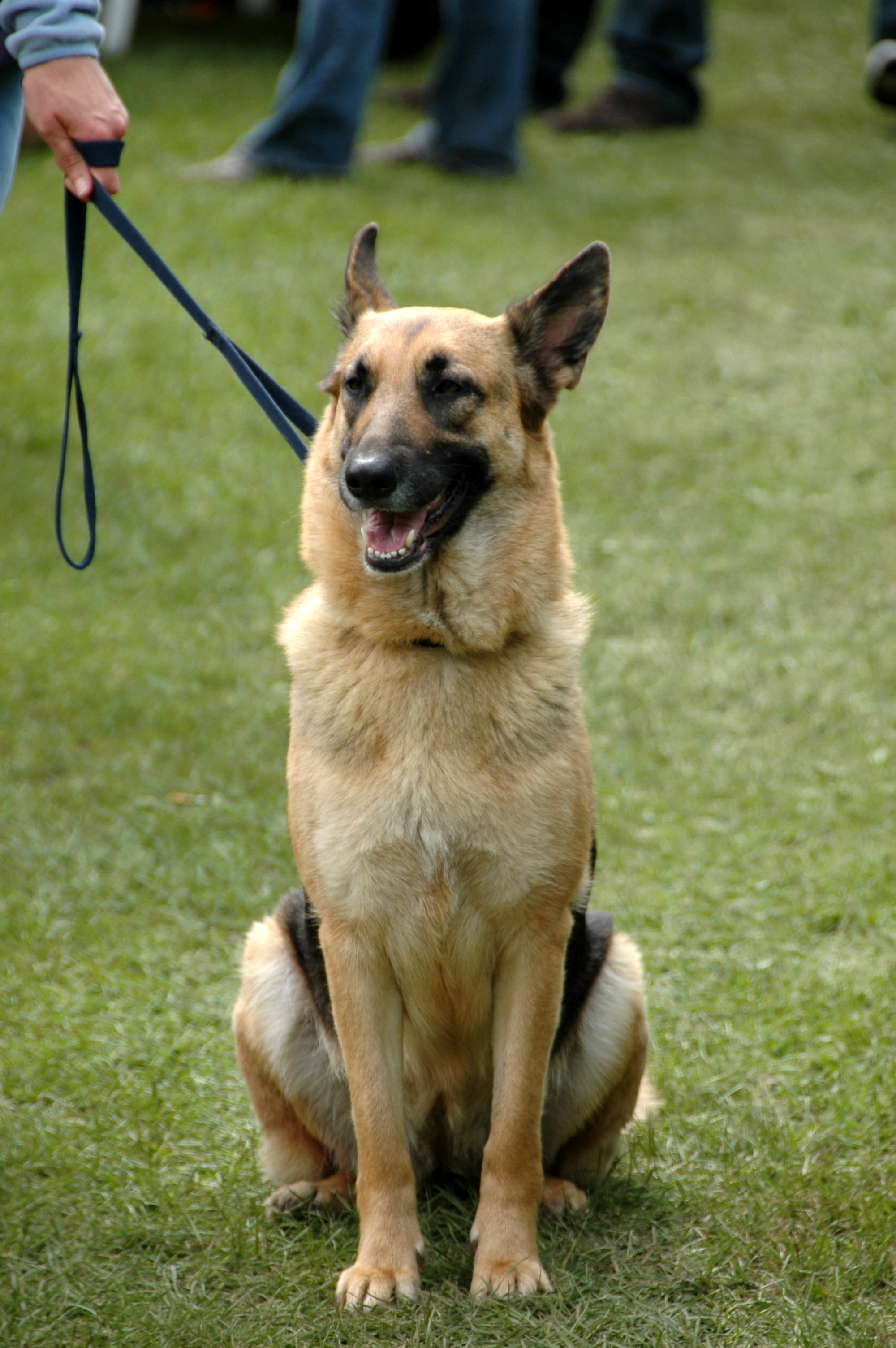
Sedící německý ovčák

Pes získává během života určité zkušenosti, které, pokud se opakují nebo jsou-li silně vnímány, tvoří základ pro vytváření těchto podmíněných reflexů. Na cíleném vytváření podmíněných reflexů je založena klasická teorie výcviku psa. Například učení povelu sedni probíhá tak, že pes se po vydání povelu uvede do požadované podoby (zatlačením na záď, trhnutí vodítkem vzhůru apod.) a po zaujetí správné pozice je odměněn pamlskem. Opakováním se u něj vytvoří podmíněný reflex, kdy si pes po uslyšení povelu „sedni!“ sedá automaticky.
K udržení reflexního oblouku je důležité načasování povelu a odměn – odměna musí přijít zhruba do 2 s od splnění povelu, aby došlo k žádoucímu upevnění reflexu. Stejně tak trest je nesmyslný, přijde-li příliš pozdě.
Vyšším stupněm učení je operantní podmiňování, neboli učení se metodou pokus – omyl. Pes má přirozenou tendenci opakovat činnost, která mu vynesla odměnu, a naopak se vyhýbá činnosti, po které následuje trest. Operantního podmiňování se využívá při některých způsobech výcviku, jako je clicker training, dále se uplatňuje při učení psa zákusu do ochranného rukávu, překonávání žebříku, při rozlišování osob a věcí, je podkladem naučeného chování jako je otevírání dveří – pes skáče na dveře, až se mu je náhodně podaří otevřít, na druhé otevření už bude potřebovat pokusů méně, výsledkem je otevírání dveří na první pokus.

### Inteligence psů
Inteligence psů je menší než u jejich předchůdců – vlků. Vlci například lépe chápou příčinu a následek, protože nebyli domestikováni. Vlci také lépe spolupracují mezi sebou. Psi jsou spíše vycvičeni poslouchat člověka. Jejich inteligence není nijak výjimečná.
Podle profesora S. Corena se celková inteligence psa skládá ze tří složek: instinktivní, adaptivní a pracovní inteligence. Instinktivní inteligence se týká geneticky zakódovaných dovedností, dále upevněných cíleným výběrem a šlechtěním daných plemen na určitý druh výkonu. Adaptivní inteligence je dále tvořena schopností učit a schopností samostatně řešit problémy. Ta je u prošlechtěných plemen psů horší než u vlků nebo u dingů. Psi se častěji obracejí k člověku se žádostí o pomoc, ale samostatně problémy řešit spíš neumějí. Pracovní inteligence je charakterizována schopností osvojit si povel při co nejmenším počtu opakování a stejně tak uposlechnutí povelu na co nejmenší počet opakování povelu.
Mezi plemena, která obecně vynikají adaptivní inteligencí, patří dobrman, německý ovčák, norský losí pes, pudl, puli a šeltie. Teriéři, malamut, sibiřský husky, samojed, basenji, čivava, knírač a šiperka mají výbornou schopnost řešit problémy, ale hůře a pomaleji se učí, naopak zlatý a labradorský retrívr a belgický ovčák se učí dobře a rychle, ovšem samostatná schopnost řešení problémů je u nich omezená.
V žebříčku pracovní inteligence se na prvním místě umísťuje border kolie, dále je pudl, německý ovčák, zlatý retrívr, dobrman, šeltie, labrador, papilon, rotvajler a australský honácký pes. Na posledních příčkách je afghánský chrt, basenji, anglický buldok, čau-čau, barzoj, pekingský palácový psík, anglický mastif, baset a shih-tzu.

## Strava
V dnešní době existuje mnoho druhů krmiv pro psy. Patří mezi ně například maso, granule, BARF, ale i zbytky po lidské potravě. Zajímavé je, že některé psí rasy dokážou vydržet extrémně dlouho bez jídla, a to údajně až 117 dní.

### Krmení granulemi
Granule je obecný termín pro krmiva vyráběná extruzí. O krmení granulí existuje mnoho sporů, neboť je prokázáno, že méně kvalitní granule nebo granule s nevhodným složením mohou poškozovat psí zdraví. Mezi tyto problémy patří oslabení imunity, kožní problémy nebo rakovina. U granulí je proto klíčové vybírat je podle složení. Granulí s lepším složením se také může podávat méně, neboť jsou výživnější. Doporučuje se granule střídat i s jinými druhy krmiv.

### Nebezpečná strava a látky
Mezi stravu pro psa nebezpečnou patří čokoláda (theobromin je pro psy vysoce toxický), hrozny a hrozinky, avokádo, vařené kuřecí kosti (štěpí se a mohou poškodit žaludek či střeva), syrová játra (možná toxicita vitamínem A), česnek, cibule, sladkosti obsahující xylitol (zvyšuje u psů hladinu inzulinu), mandle, ořechy, potraviny obsahující kofein (způsobuje u psů poruchy srdečního rytmu), čaj, rajčata, brambory, droždí, sušenky, houby, syrové vaječné bílky, tučné mléko a další.

## Pes v kultuře
Vztah člověka a psa je vytvářen již od jeho domestikace. Lidé často více soucítí se psy než s jinými lidmi.

### Starověk
Pes je v různých kulturách vnímán různě: někde je uctíván, jinde zatracován. Je důležitým zvířecím symbolem v mnoha kulturách.

#### Starověký Egypt
Egypťané podobně jako Inkové, Peršané či Indové uctívali psa jako strážci podsvětí a průvodce do království smrti. Pro psa to znamenalo velké ocenění, neboť Egypťané povyšovali kult smrti nad vše ostatní. Jejich bůh Anubis měl lidské tělo a psí hlavu. Egypťané si psů vážili natolik, že když pes zemřel, zabalzamovali ho a uložili jeho ostatky na zvláštní pohřebiště.
Nejstarším zobrazeným psem je pes, kterého můžeme označit za předchůdce dnešních chrtů. Také nacházíme často zobrazení ohařů, které Egypťané používali při lovu zajíců a gazel.

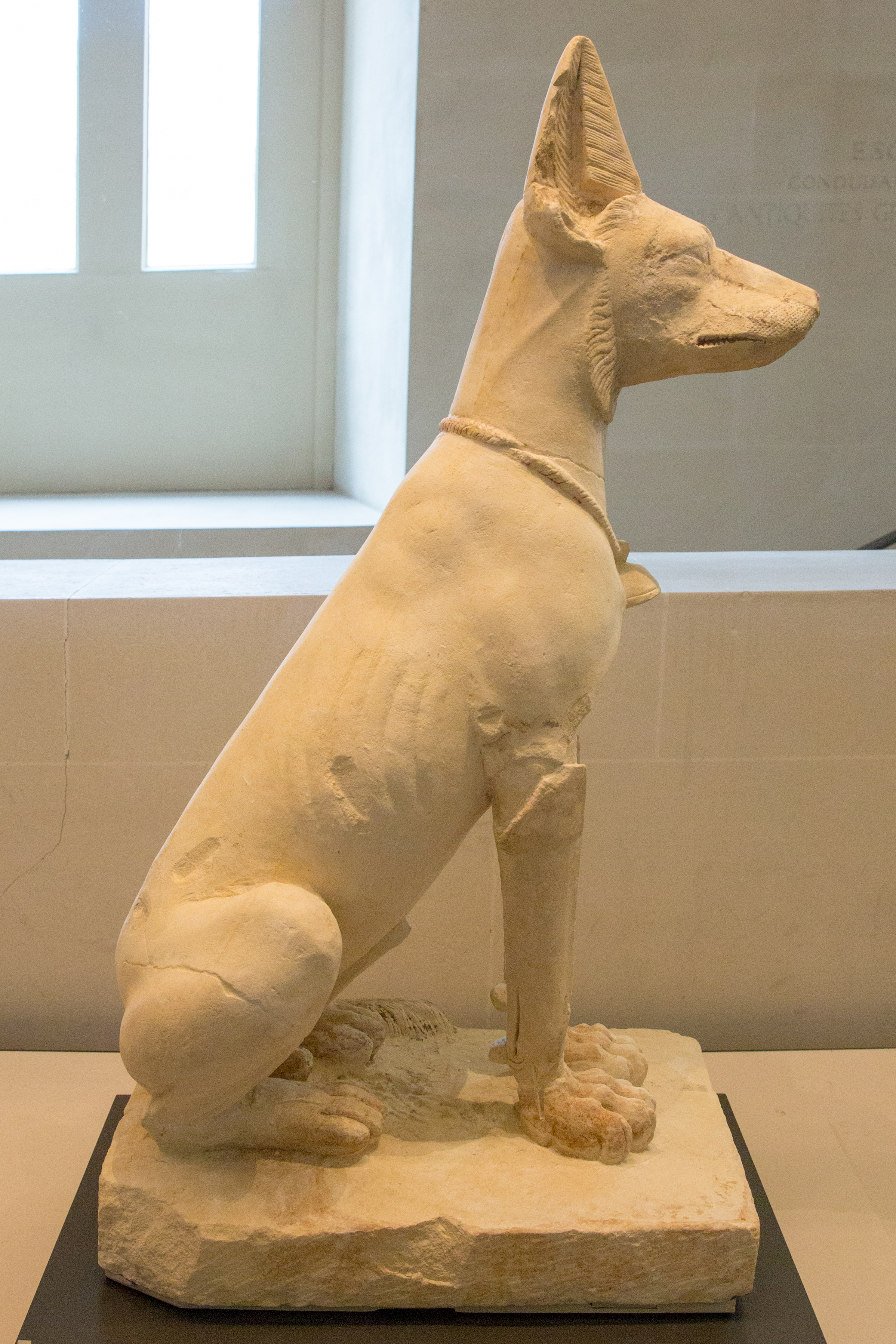
Soška psa z Egypta, v Louvru

#### Mezopotámie
Akkadská bohyně Gula byla patronkou psů v Mezopotámii. Lidé jí z vděčnosti nosili psy vymodelované z hlíny.
Na sumerských pečetích jsou často zobrazení psi s velkou hlavou, podobní dnešním mastifům, kteří se v Mezopotámii objevili o něco později než chrti. Tito psi sloužili k lovu lvů a divokých prasat, nebo jako bojoví psi.
Přibližně 1000 let př. n. l. došlo v Mezopotámii k promíchání krve tibetských dogovitých psů do místních molosoidních plemen. Tito psi se vyznačovali nízkým prahem agresivity a používali se jako váleční psi. Kroniky dokládají cílený chov molosoidních psů na psích farmách.

#### Starověké Řecko
Řekové si psů též vážili. Chovali ve svatyních boha Asklépia posvátné jedince, kteří pomáhali uzdravovat nemocné. Lovec Orion měl dva psy – Procyona a Siria. Jejich jména nesou jedny z nejjasnějších hvězd na obloze – Sirius a Prokyon. Řecký strážce podsvětí Kerberos měl 3 psí hlavy. I Íkaros vlastnil psa jménem Maira, který dovedl jeho dceru k jeho mrtvému tělu.
Řekové chovali především velké psy na boj a malé psy pro potěšení. Na širých pláních používali Řekové k hlídání stád ovcí před vlky předchůdce dnešních pastýřských psů. Z těchto psů se později vyvinula plemena jako komondor, kuvasz a kangal.

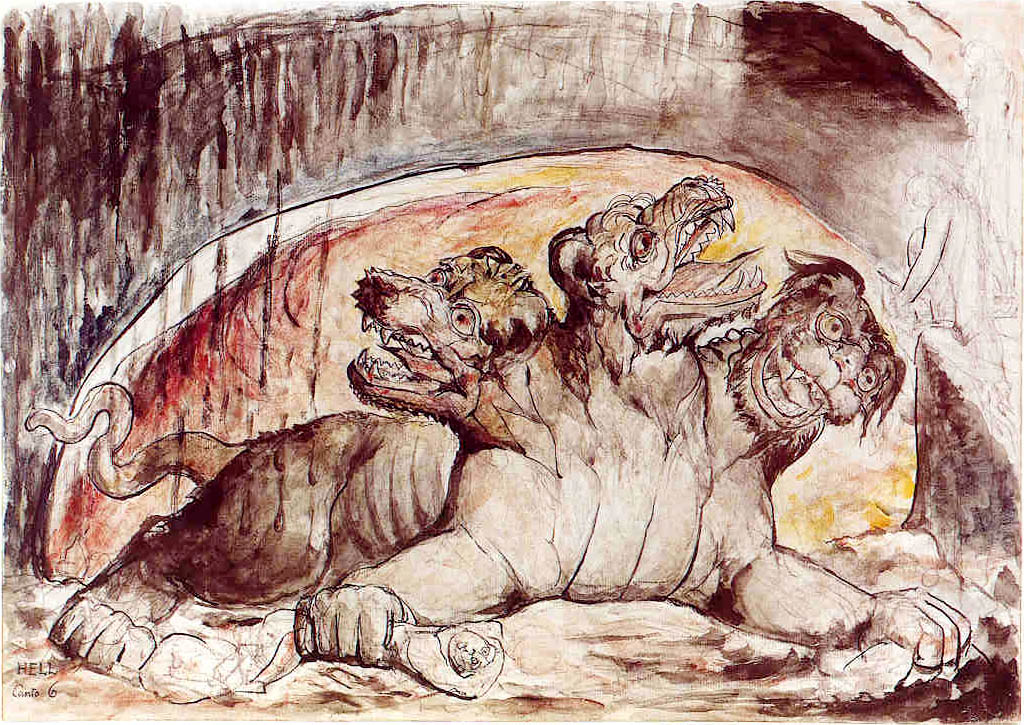
Tříhlavý pes Kerberos

#### Starověký Řím
Římskou bohyni lovu Dianu, podobně jako boha obchodu Merkura, doprovází lovečtí psi.
Římané byli zřejmě první, kteří se zabývali systematickým chovem psa - plemenitbou. Vlastnit psa bylo stejně módní jako vlastnit otroka. Mezi oblíbená plemena patřili zejména větší psi, kteří sloužili jako hlídači dvora a majetku, o čemž svědčí i varovné nápisy, které archeologové objevili v Pompejích. Dnešní tabulky „Pozor pes“ mají tedy historii sahající až do této doby.
Starověký Řím byl i místem psích zápasů, pro které byla šlechtěna speciální plemena psů. Své zastoupení našla v Římě i lovecká a společenská plemena.

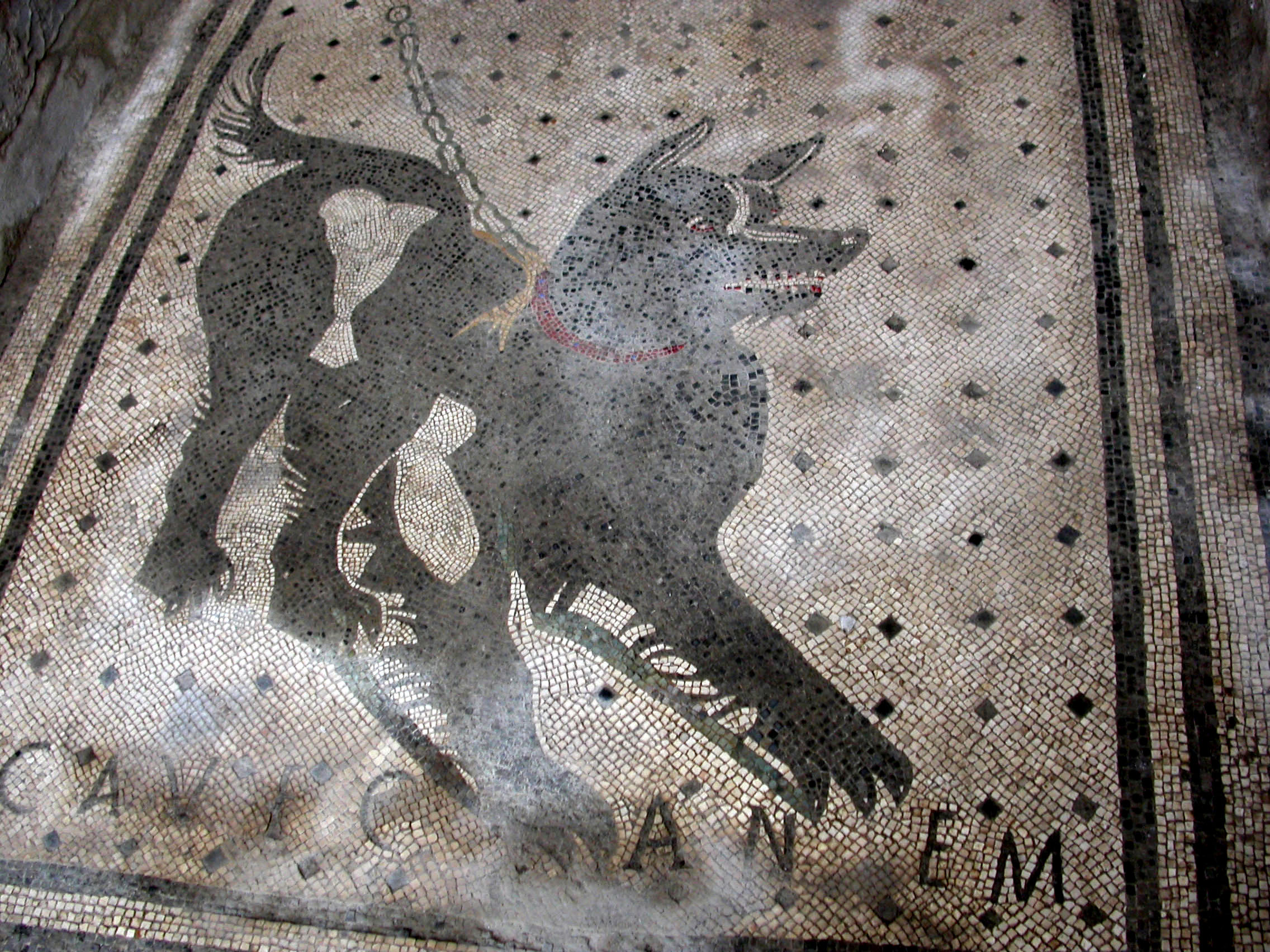
Nápis v Pompejích, upozorňující na přítomnost psa

### Středověk
Ve středověku byly nejpopulárnější lovečtí psi, tou dobou vznikala řada plemen, která jsou předky dnešních psů nebo dokonce přežila až do současnosti. Společenští psi byli spíše vzácností a vyskytovali se hlavně u šlechty.

### Křesťanství
Vztah křesťanství jakožto náboženství ke psům není nijak vyhraněný. Ale pes je například věrným průvodcem Tobiáše. Dále byl po několik století lidmi ve Francii uctíván i přes zákaz katolické církve svatý Guinefort, což byl chrt, známý jako ochránce dětí.

### Islám
V islámu je pes považován za nečisté zvíře, proto většina muslimů psy nechová. Žádný zákaz (haraam) chovu psů ale v islámu neplatí, i když si to mnoho muslimů myslí. Není zakázáno dotýkat se psů, pouze jejich slin. Přesto existují výjimky, které toto pravidlo vyvracejí, např. saluki. Saluky byly vysoce ceněné a majitelé, většinou muslimové, na ně nedali dopustit.

### Novověk
V novověku se rozšířil chov jak loveckých, tak i společenských psů. V 19. století se začaly konat psí výstavy a byl kladen důraz na exteriér psů, případně jejich chování. V současnosti jsou psi velmi oblíbení domácí mazlíčci, chovaní téměř po celém světě.
Psa chová či chovalo mnoho význačných osobností, například Adolf Hitler (Blondie), Alžběta II. (plemeno Corgi) nebo Barack Obama (několik portugalských vodních psů). Mediálně známá byla i kníračka „Ďula“ Václava a Olgy Havlových.

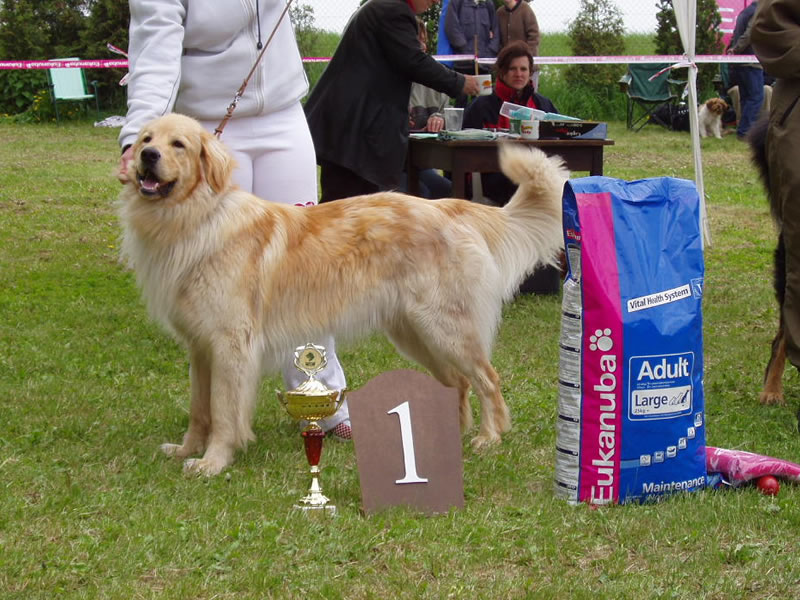
Výstava psů

#### Omezení chovu psů
V některých zemích je omezen nebo zakázán chov plemen psů, která jsou považována za nebezpečná. V Česku žádné plemeno zakázáno není, ale omezující zákony platí například na Slovensku. Mezi zakázanými plemeny se často objevují plemena jako americký pitbulteriér, anglický bulteriér, argentinská doga, brazilská fila, bandog nebo tosa inu.
V Nizomsku je zakázano množit psy s příliš krátkých čenichem (takoví psi mají problém s dýcháním a podle některých názorů trpí už tím, že existují).
Chov psů zakazují také někteří majitelé domů kvůli možnému hluku nebo znečišťování bytů, na což však od začátku platnosti nového občanského zákoníku nemají právo.

## Psí maso

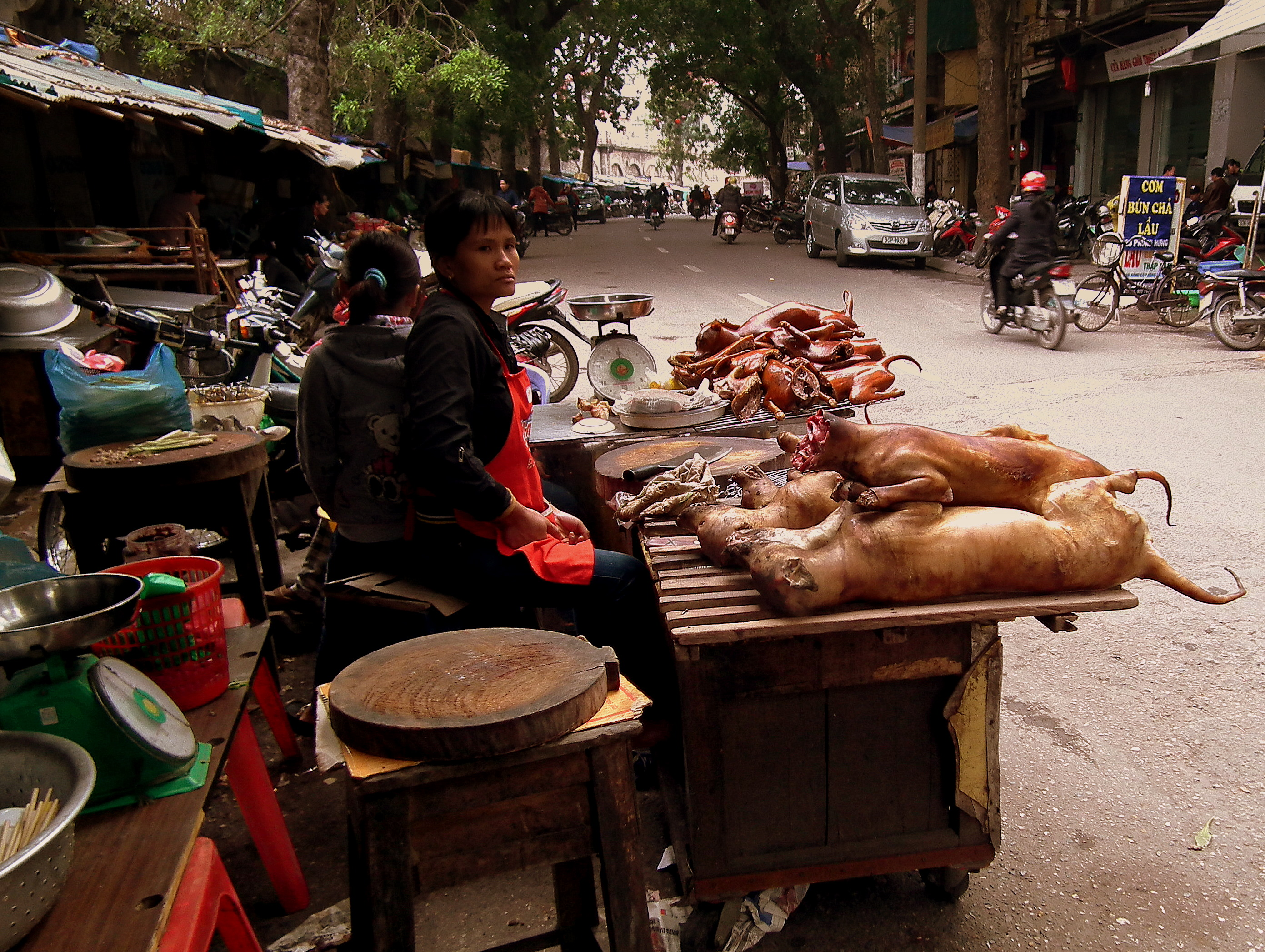
Prodej psího masa v Hanoji ve Vietnamu

Psí maso je v některých kulturách dodnes součástí jídelníčku. Nejčastěji je konzumováno v Číně, Jižní Koreji a Vietnamu. V Číně se ročně zabije a zkonzumuje asi 10 milionů psů. Ve Vietnamu se na maso ročně zabijí až 5 milionů psů. V Jižní Koreji je na farmách na psí maso chováno více než dva a půl milionu psů. Na celém světě je na maso ročně zabito až 30 milionů psů, především v Asii.
V Evropě je od začátku 20. století rozšířeno jen velmi málo, je často považováno za tabu. Častěji se jedlo jen za 2. světové války. Judaismus a islám konzumaci psího masa zakazují. Bývalo rozšíření i mezi Indiány (Apačové, Siouxové).

## Nemoci psů
- Dilatační kardiomyopatie – kardiální onemocnění, které má za následek poměrně vysokou úmrtnost u mnoha plemen psů.

### Infekční nemoci
- Virová hepatitida – smrtelné virové onemocnění všech kategorií psů, které končí úhynem jedince z důvodu selhání všech orgánů, nejvíce postižená jsou játra. Vakcinace spolehlivě brání nákaze.
- Leptospiróza – bakteriální smrtelné onemocnění způsobující druh Leptospira spp. patřící mezi spirochéty, přenosné na člověka, které se vyznačuje selháním vnitřních orgánů, nejvíce postižené jsou játra a ledviny. Přírodním rezervoárem jsou hlodavci. Spolehlivá obrana je vakcinace.
- Parainfluenza – virová infekční laryngotracheitida neboli „psincový kašel“ způsobující záchvatovitý silný kašel, kterému lze předcházet vakcinací.
- Parvoviróza – akutní, vysoce nakažlivé virové onemocnění, které končí jejich smrtí v důsledku dehydratace a bakteriální sepse. Onemocnění postihuje střevo, kostní dřeň, lymfoidní tkáň a svalovinu srdce myokard. Nákaze se bráníme pravidelnou vakcinací. Nemoc je nejvíc nebezpečná pro štěně.
- Psinka – smrtelné virové onemocnění, které je dobře tlumené vakcinací. Onemocnění se šíří kapénkovou infekcí i transplacentárně. Rozlišuje se zánětlivá a nezánětlivá forma. Postiženi mohou být všichni masožravci.
- Vzteklina – smrtelné akutní virové onemocnění přenosné na člověka. Majitelé psů mají ze zákona povinnost u nich provést vakcinaci, která se každoročně opakuje.
- Malassezióza – onemocnění psů a koček s projevy postižení kůže a kožních derivátů.
- Otitida – zánět ucha.

### Paraziti
- Prvoci: Lamblie střevní, Cryptosporidium parvum, Neospora caninum, Babesia canis
- Helminti: Škrkavka psí, Škrkavka šelmí, Tasemnice psí, Měchožil zhoubný, Ancylostoma caninum, Uncinaria stenocephala, Trichuris vulpis
- Roztoči: Demodex canis, Sarcoptes canis, Cheyletiella yasguri, Trombicula autumnalis
- Hmyz: Ctenocephalides canis, Linognatus setosus
- Ostatní: Klíště obecné

## Kynologie
Věda, která se zabývá studiem psů, se nazývá kynologie. Mezinárodní unií je Mezinárodní kynologická federace (FCI), v Česku má pobočku u České kynologické unie.

### Psí sporty
Psí sporty jsou speciální sporty pro psy nebo pro psy s majiteli. Oblíbené jsou zejména pro svoji účelnost, pokud jde o budování vztahu mezi psem a psovodem. Dělí se na 3 kategorie: 1.: Pachová poslušnost, 2.: Poslušnost, 3.: Obrana. Mezi psí sporty patří např. agility, coursing, flyball, obedience nebo tanec se psem.

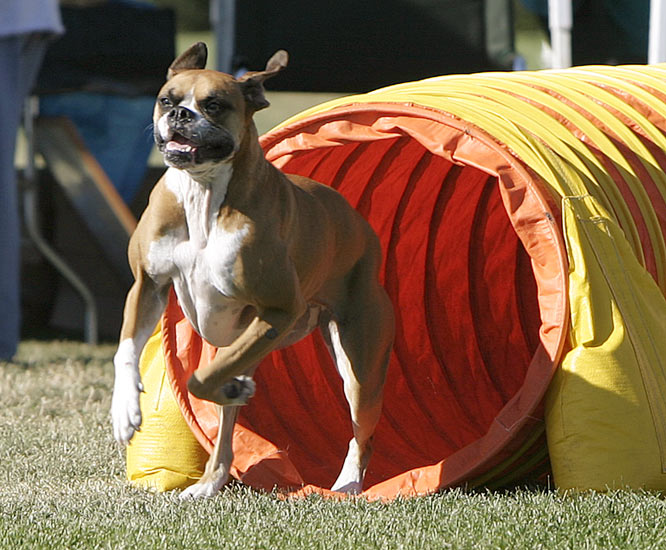
Německý boxer opouští tunel při závodě agility
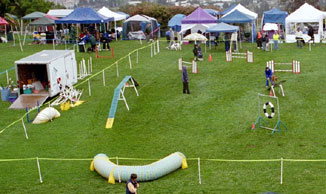
Levá část závodiště pro agility
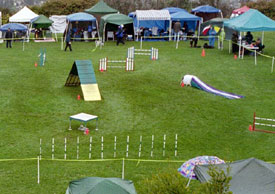
Pravá část závodiště pro agility
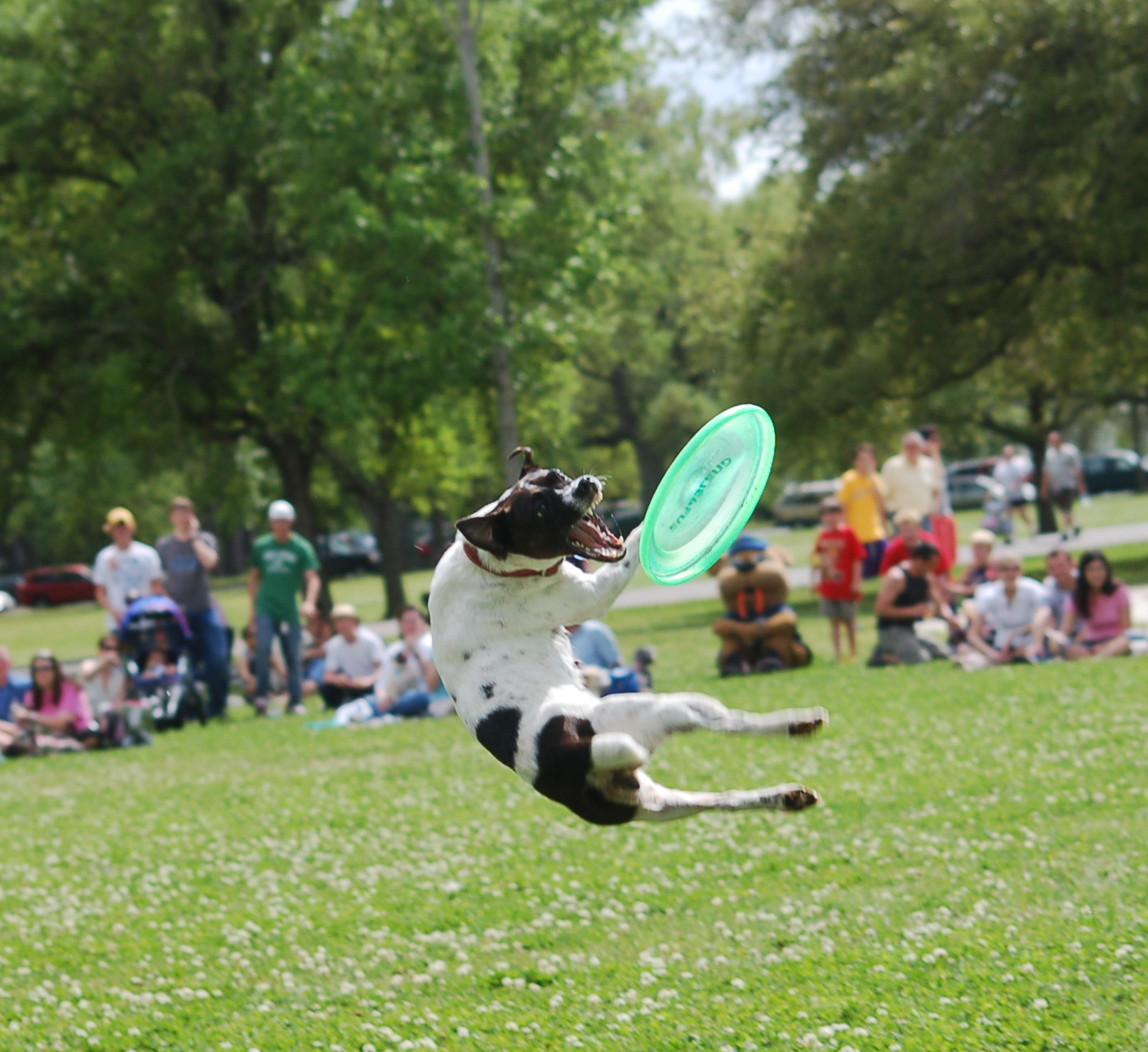
Pes chytá míč při dogfrisbee

## Plemena psů
V průběhu soužití psa s člověkem se podařilo vytvořit nejrůznější plemena psů, které jsou obrazem lidských potřeb. V dnešní době máme velké množství plemen psů, které se liší velikostí, zbarvením a účelem.

### Podle FCI
1. Plemena ovčácká, pastevecká a honácká
2. Pinčové, knírači, plemena molossoidní a švýcarští salašničtí psi
3. Teriéři
4. Jezevčíci
5. Špicové a tzv. primitivní plemena
6. Honiči a barváři
7. Ohaři
8. Slídiči, retrívři a vodní psi
9. Plemena společenská
10. Chrti

FCI neuznaná plemena

### Podle UKC
- Honiči
- Plemena lovecká
- Teriéři
- Plemena užitková
- Plemena pracovní
- Plemena společenská

## Kritika
Chov psů může v některých případech vyvolávat negativní dopady na okolí[zdroj?]:
- znečišťování veřejných prostranství výkaly a močí (srov. český vynález sáčku na psí exkrementy)
- obtěžování hlukem (štěkot, vytí, kvílení)
- napadání lidí psem včetně těch se smrtelnými následky (viz též Bojová plemena psů nebo Zákony týkající se nebezpečných psů podle zemí),
- plašení nebo zabíjení volně žijící zvěře i chovaných hospodářských zvířat

Velkým problémem jsou nelegální množírny psů, které zneužívají poptávky po populárních psích plemenech (např. yorkshirských teriérech).

## Cat people vs. dog people
V anglofonním prostředí se hovoří o dichotomii cat people x dog people, čili kočičí lidé vs. psí lidé, a to na základě afinity k jednomu ze zmiňovaných druhů zvířat. Podle tohoto dělení psí lidé více oceňují poslušnost zvířete, zatímco kočičí lidé mají pochopení pro jejich nezávislost.

## Pes ve filmu
Americký filmový dokument Psí svět v rukou vědy (Science of dogs) byl v roce 2008 poprvé vysílán na kanálu National Geographic Channel. Zobrazuje jak se psi vyvíjejí, jaké jsou jejich nemoci a jak se jim daří v rukou člověka.